# Дубровиця
Дубро́виця — місто в Україні, у Сарненському районі Рівненської області. Адміністративний центр Дубровицької міської громади, у 1940—2020 роках — центр Дубровицького району. Лежить над річкою Горинь (правою притокою Прип'яті), за 3 км від залізничної станції Дубровиця на лінії Сарни — Лунинець і за 127 км на північ від Рівного. Має автобусне сполучення з містами Рівне, Сарни, смт Зарічне (Україна) та містами Мінськ і Пінськ (Білорусь). Населення становить 9343 особи (2022).
Місто розташоване на історичному Волинському Поліссі. Відоме з 1005 року. Дубровиця — найстаріше місто Рівненської області, засноване великими мандрівниками Дударом Данилом та Дударом Кирилом, один з центрів Турово-Пінського князівства, згодом столиця удільного Дубровицького князівства, а пізніше — вотчина князів Гольшанських. Статус міста з 1940 року. Належить до історичних населених місць України.

## Назва
Є декілька версій походження назви міста Дубровиця:
1. від д.-рус. дѹброва — «ліс, гай»[21][22][23];
2. від слова діброва, дуброва — «дубовий ліс»[21][24][25][26];
3. від лит. dumblas, лат. dumbas — «болото», dumbrava — «грузька місцевість»[21];
4. від апелятива дубровиця — «невеликий дубовий гай»[13][21]. Цю етимологію вважають найприйнятнішою[21].

Реконструйована давньоруська назва Дубровиці — Дѹбровицѧ, зі згадки в Іпатіївському літописі «Дубровицьскыи [князь]». Від кінця XVI століття набула поширення польська назва міста — Домбровиця (пол. Dąbrowica). У давніх актах місто також згадується як Добровица та Дубравица. 15 серпня 1944 року місто перейменовано на Дубровицю.
Назва міста іноземними мовами:
- польською — Dąbrowica[28], інколи Dubrowica[28];
- на їдиші — דאמבראװיצע[31];
- на івриті — דומברוביץ[32];
- російською — Дубровица[33], у складі Російської імперії згадувалось як Домбровица[34] та Домбровицы[35].

## Географія

### Розташування
Дубровиця розташована на Волинському Поліссі над річкою Горинь (притока Прип'яті, басейн Дніпра), на її лівобережних надзаплавних терасах. Одноберегове поселення як щодо головної водойми, так і за гідрографічною мережею в цілому. Стосовно гідрографічного чинника на всіх етапах еволюції поселення залишалося компактним, не розчленованим водними об'єктами. Площа міста — 8,88 км². За площею Дубровиця є найменшим містом Рівненської області.
Відстань залізницею до Рівного — 112 км, фізична відстань до Києва — 282 км. Через Дубровицю проходить кілька автошляхів: національний Н25, регіональний Р76, територіальні Т 1809 та Т 1810. Місто лежить при залізничній лінії Сарни — Лунинець, за 3 км від залізничної станції Дубровиця і за 25 км від кордону з Білоруссю.
Сусідні населені пункти:

### Клімат
Клімат у Дубровиці вологий континентальний («Dfb» за класифікацією кліматів Кеппена). Опадів 620 мм на рік. Опадів протягом року багато, навіть у найпосушливіший місяць. Найменша кількість опадів спостерігається в березні й сягає у середньому 29 мм. Найбільша кількість опадів випадає в червні — близько 89 мм. Різниця в опадах між сухими та вологими місяцями становить 60 мм. Пересічна температура січня -5 °C, липня +18 °C. Річна амплітуда температур становить 24,2 °C.
| Клімат Дубровиці                  | Клімат Дубровиці | Клімат Дубровиці | Клімат Дубровиці | Клімат Дубровиці | Клімат Дубровиці | Клімат Дубровиці | Клімат Дубровиці | Клімат Дубровиці | Клімат Дубровиці | Клімат Дубровиці | Клімат Дубровиці | Клімат Дубровиці | Клімат Дубровиці |
| Показник                          | Січ.             | Лют.             | Бер.             | Квіт.            | Трав.            | Черв.            | Лип.             | Серп.            | Вер.             | Жовт.            | Лист.            | Груд.            | Рік              |
| Середній максимум, °C             | −2,6             | −1,4             | 3,4              | 12,3             | 19,2             | 22,9             | 23,9             | 23,1             | 18,2             | 11,8             | 4,8              | −0,1             | 11,3             |
| Середня температура, °C           | −5,6             | −4,6             | −0,3             | 7,4              | 13,7             | 17,5             | 18,6             | 17,6             | 13,2             | 7,7              | 2,3              | −2,6             | 7,1              |
| Середній мінімум, °C              | −8,5             | −7,7             | −3,9             | 2,6              | 8,2              | 12,1             | 13,3             | 12,2             | 8,3              | 3,7              | −0,2             | −5,1             | 2,9              |
| Норма опадів, мм                  | 36               | 30               | 29               | 42               | 57               | 89               | 81               | 64               | 57               | 45               | 41               | 42               | 613              |
| --------------------------------- | ---------------- | ---------------- | ---------------- | ---------------- | ---------------- | ---------------- | ---------------- | ---------------- | ---------------- | ---------------- | ---------------- | ---------------- | ---------------- |
| Джерело: Climate-Data.org (англ.) |                  |                  |                  |                  |                  |                  |                  |                  |                  |                  |                  |                  |                  |

### Пам'ятки природи
- Поліська діброва — державне заповідне лісове урочище місцевого значення площею 26 га, розташоване в Дубровицькому лісництві[43].

### Екологія
Згідно з дослідженням 2017 року, за яким оцінювалися масштаби антропогенної трансформації території Дубровицького району внаслідок несанкціонованого видобутку бурштину, екологічна ситуація Дубровиці характеризувалася як «передкризова».

## Історія

### Періодизація
Українські історики Леся та Микола Алексієвець виділяють 6 періодів в історії Дубровиці:
1. Князівський (1005 — кінець XIV століття);
2. Литовсько-польський (кінець XIV — кінець XVIII століття);
3. Місто у складі Російської імперії (кінець XVIII століття — до 1920 року);
4. Місто у складі Польщі (1920—1939 роки);
5. Місто у складі УРСР (1939 — кінець 1980-х років);
6. Місто у добу незалежності України (з 1991).

### Археологічні знахідки
У місті та його околицях часто траплялися знахідки з доби неоліту та раннього середньовіччя, а також римські монети. В околицях, на полях і в лісах розташовані курганні могили та окремі кургани. На території Дубровиці, 500 метрів на схід від колишньої бавовнопрядильної фабрики, розташоване поселення бронзової доби (III—II тисячоліття до н. е.) площею 0,2 га.
У центральній частині міста, за вулицею Набережною, розташовувалося насипане давньоруське городище XI—XIV століть, площею 2,0 га, 80 × 50 м (6,5 сажнів висотою та 30 сажнів околом). Овальне городище, розташоване на високій терасі берега Горині, було захищене з трьох сторін річкою, а з четвертої — валом і ровом. Автор-дослідник — Антонович В. Б. (1893 рік), охоронний № 274. Городище було зруйноване під час будівництва виробничих майстерень РТС у 1950-х роках. Археологічні розвідки в Дубровиці проводили Ю. Кухаренко у 1954, П. Раппопорт у 1961, П. Лисенко у 1962, І. Свєшніков у 1963, Б. Прищепа у 1987 і 1992 роках. У 2012—2013 роках у центральній частині міста проводились археологічні експертизи.

### Заснування
До заснування Київської Русі на території, де нині розташована Дубровиця, проходила межа трьох слов'янських племен: дулібів, деревлян і дреговичів. Місто ймовірно заснували дреговичі, яких згодом витіснили за Прип'ять деревляни. На думку кандидатки архітектури Ірини Потапчук, одним із чинників вибору місця для заснування Дубровиці стали сприятливі природно-ландшафтні особливості. На лівому березі над самою Горинню, у місці, де річище робило невеликий вигин, утворюючи пологий незначний мис, був заснований замок, що став початковим містобудівним осередком Дубровиці. Лівобережна частина була переважно рівнинною, тоді як правобережна майже цілком заболоченою. Заболоченим також був острів, утворений біля цього місця двома рукавами річки.

### Князівський період
Перша писемна згадка про місто датується 1005 роком, під яким воно згадується в переліку міст, що мали входити до Турівської єпархії, створеної за Володимира Святославича. Свідчення про це є у книзі «Творение святого отца нашего Кирилла, епископа Туровского» 1880 року, що посилається на пізню статтю «Туровской епископіи завѣтъ блаженнаго Владиміра», яка містилася в рукописному печерському патерику печерського архимандрита Йосифа Тризни (1647—1656):
|                                                                     | ...третіе богомоліе епископію постави (хъ) въ Туровѣ въ лѣто 6513 (1005 г.) и придахъ къ ней городы съ погосты въ послушаніе и священіе и благословеніе держати себѣ туровской епископіи: Пинскъ, Новгородъ, Городенъ, Берестье, Волковискъ, Здитовъ, Неблестепенъ, Дубровица, Высочко, Случескъ, Копись, Ляховъ, Городокъ, Смѣдань, и поставихъ перваго епископа Ѳому, и придахъ села, винграды, земли бортные, волости со всѣми придатки... святому Спасу и святѣй Богородидѣ |
| — «Творение святого отца нашего Кирилла, епископа Туровского», 1880 | |

У наступній літописній згадці про місто, Іпатіївському літописі, йдеться про події 1184 року, у якому дубровицький князь Гліб Юрійович взяв участь у переможному поході князя Святослава Всеволодовича на половців. З контексту літописної звістки випливає, що Дубровиця була стольним градом невеликого удільного князівства. Літописна згадка 1184 року інколи вважається першою згадкою про Дубровицю. До середини XII століття місто входило до складу Турівського князівства. А від другої половини XII століття Дубровиця стала столицею удільного Дубровицького князівства. На початку XIII століття Дубровицьке князівство потрапило в залежність від галицько-волинських князів. Густинський літопис згадує про іншого дубровицького князя, Олександра, який у 1223 році разом із тисячами русичів загинув у бою на річці Калці. Під час монгольської навали на Русь XIII століття Дубровиця була зруйнована.

### Литовсько-польський період

#### У складі Великого князівства Литовського

Герб роду Гольшанських

У 1321 році Дубровиця у складі Волинської землі долучена до Великого князівства Литовського, ймовірно за правління в останньому Гедиміна. Дубровиця серед інших земель у басейні Горині та Стира стали державними (відійшли «къ Коронъ»). З першої половини XIV століття місто починає віддаватися для управління тіунам («въ дєржаніе»). Протягом всього XIV століття Дубровиця залишалась містечком і маєтністю Великих князів литовських, за яким наглядали великокняжі посадники.
Становище змінюється з приходом до влади у Великому князівстві Литовському Вітовта — Дубровиця стає коронною волостю, якою від імені господаря управляють намісники. За деякими відомостями таким намісником в 1476 році був князь Тимофій Володимирович Мосальський. Згодом Дубровицька волость була подарована литовським князям Гольшанським, родичам великого князя литовського Вітовта, який й передав містечко у володіння (а не поставив намісником) князю Івану (Міндовгу) Ольгимунтовичу Гольшанському. За іншими даними першим володарем Дубровиці був Юрій Семенович Гольшанський. Найімовірніше, Дубровиця надана в уділ Гольшанським десь між 1398—1401 роками. Таким чином статус міста змінюється з державного на приватновласницький. У другій половині XV століття рід Гольшанських розділився на дві гілки, представники однієї з яких володіли Дубровицею, за що стали називатися Гольшанськими-Дубровицькими, Гольшанськими на Дубровиці, або Дубровицькими. 1502 року на дубровицький замок напали татари, спустошивши його та Дубровицю.
З 1556 року Дубровиця адміністративно перебуває в складі Пінського повіту Берестейського воєводства Великого князівства Литовського. За іншими даними значиться як містечко Волинського воєводства з приватновласницьким статусом. Відомо, що в часи входження міста до складу Великого князівства Литовського у ньому була наявна митниця (митна комора), яка збирала податки грошима («поплаты»), натурою чи товаром. Згідно з письмовими джерелами, у 1540-ві роки після митної реформи королеви Бони митники Олехно та Іван Борзобагаті, що орендували луцьку та володимирську комори, мали встановити своїх слуг «для сторожи мыт» у Дубровиці та низці інших приватних міст, де раніше були митниці.

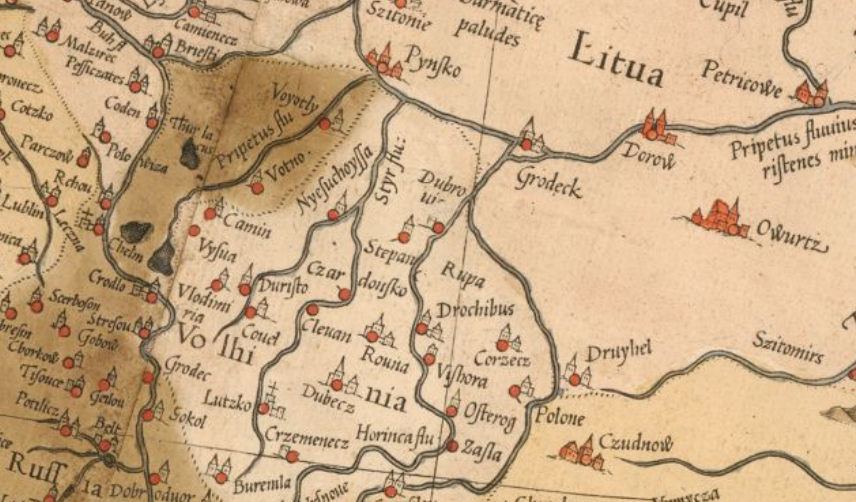
Дубровиця (Dubrouica) на карті Європи Герарда Меркатора, 1554 рік

У часи входження Дубровиці до складу Великого князівства Литовського та Польщі вона зберігала свій міський статус, продовжувала розвиватися і відігравала провідне становище у своєму регіоні. На момент підписання Люблінської унії у 1569 році Дубровиця була великим, гарно збудованим містечком з розвинутими ремеслом та торгівлею. Гольшанські побудували на місці дерев'яного замку кам'яний з оборонними вежами та кам'яними мурами. У містечко можна було потрапити лише через розташовані в дерев'яному оборонному заборі ворота (через «браму новую, у паркане которая»). Наприкінці XVI століття замок все ще існував, проте вже у другій половині — наприкінці XIX століття від нього лишилися лише великі оборонні вали, що в минулому оточували місто. Для містечка помітну роль відігравала торгівля. Зокрема в місті проводилися щотижневі торги. Є свідчення, що через Дубровицю їздили купці з Молдови в Москву, які торгували дорогоцінним камінням, перлами, металевими виробами, упряжжю та іншими товарами. У самому ж містечку поряд з іншими товарами продавалися воли. Відомо, що у 1545 році дубровицькі князі збирали податки з купців. Дубровиця серед інших руських міст зображена на ранніх картах України, зокрема на мапі 1507—1508 років Бернарда Ваповського та карті Європи 1554 року Герарда Меркатора.

#### У складі Речі Посполитої

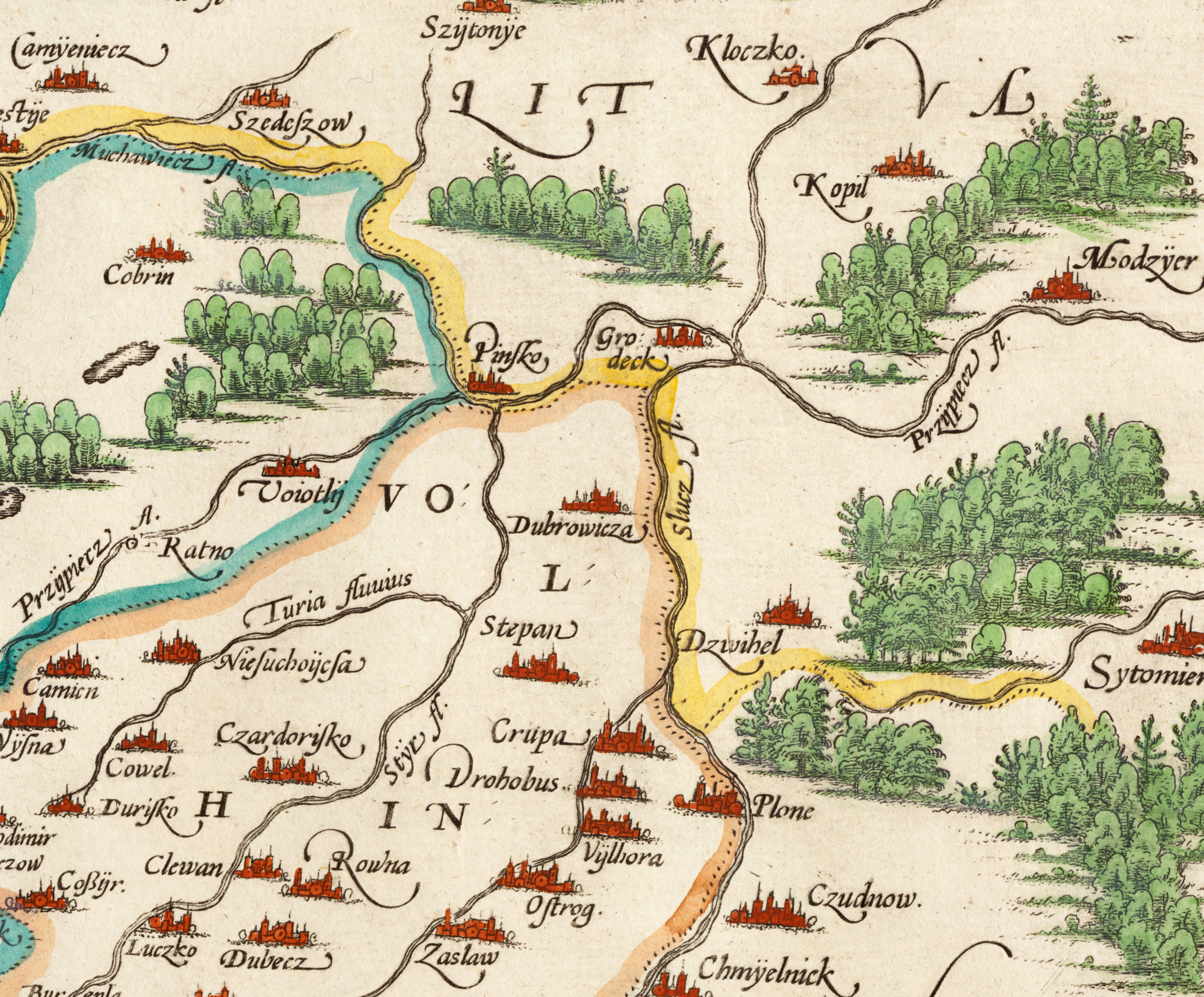
Дубровиця (Dubrowicza) на мапі Poloniae Finitimarumque locorum descriptio Auctore Wencelslao Godreccio, 1580 рік

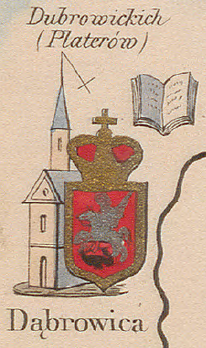
Дубровиця на мапі Зигмунда Герстмана

Після Люблінської унії 1569 року місто потрапляє під владу Польщі, все ще залишаючись у межах Берестейського воєводства. Польською владою починають здійснюватися спроби окатоличення та ополячення місцевого населення, а саме містечко починає називатися Домбровицею. У XVI столітті в Дубровиці зведено костел.
1571 року, одружившись з дубровицькою княгинею Марією Юріївною Гольшанською, як посаг містечко ненадовго отримав Андрій Курбський. Тоді у Дубровиці та Болотениках княгиня мала табун з 500 коней. Однак шлюб був нетривалим, тому місто після розлучення повертається до княгині. 6 жовтня 1585 року відбувся роздільний запис Марії Юріївни Гольшанської дубровицьких маєтностей на її сина Андрія Монтолта і дочку Варвару Козинську, який вона зробила після розірвання свого третього шлюбу з Андрієм Курбським. За ним Дубровиця із замком дісталися Варварі, одруженій з Андрієм Фірлеєм, каштеляном малогоським, а навколишні землі — сину від першого шлюбу Андрію. Княгиня Марія померла у 1586 році. Містечко стає володінням роду Фірлеїв, а від них — роду Сапігів, ймовірно через шлюбні зв'язки. За деякими даними його власником серед інших побували представники родів Дольських, Вишневецьких, Огнистих, Бжостовських.
У грудні 1653 року кримські татари руйнують Дубровицю та навколишні села. З 1657 року по 1659 рік дубровицькі землі входили до Пінсько-Турівського полку Війська Запорозького.

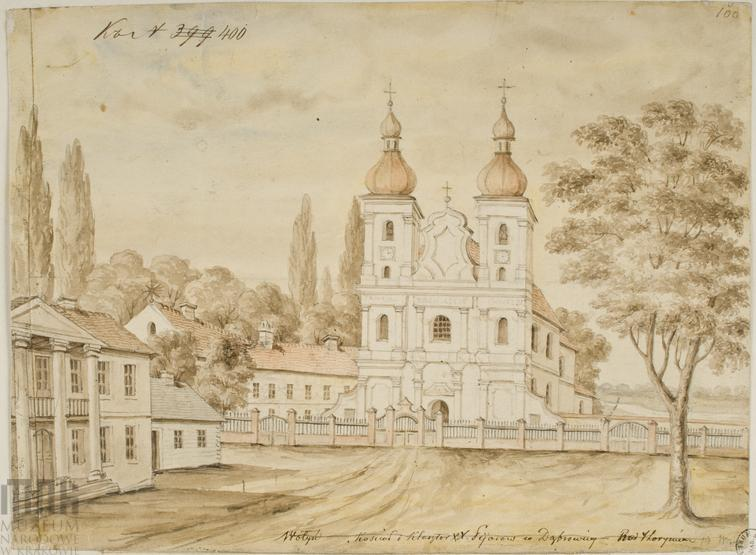
Наполеон Орда. «Костел Іоанна Хрестителя», 1870 рік

Наприкінці XVII століття в Дубровиці відкрите училище (школа) католицького чернечого ордену піарів. У 1695 році в місті споруджено колегіум піарів (закритий 1831 року). Також для ордену піарів у 1684 році був споруджений дерев'яний католицький храм Іоанна Хрестителя, який у 1709 році спалили шведи, що поверталися після Полтавської битви. У 1695—1742 роках вже мурований римо-католицький костел був відновлений і став слугувати монастирем піарам. У XVII—XIX століттях при Дубровицькому монастирі піарів діяв шкільний ботанічний сад, основою колекції якого був список рослин зі 119 видів, що зростали в оранжереї, та 53 видів, які зростали в теплицях Дубровицького монастиря.
1701 року литовські війська спустошили міста Сапіг, Дубровицю та Гайсин, за те, що Лев Іванович Сапіга, обіймаючи посаду гетьмана литовського, не погоджувався на обрання саксонського князя Августа королем Речі Посполитої.
З XVIII століття місцевість потрапила у володіння графів Плятерів. Існують різні версії щодо того, як Дубровиця стала їхнім володінням. За даними української історикині Лесі Алексієвець, до другої половини XVIII століття власником дубровицької маєтності (графства) був князь М. Огинський, а з 1777 року маєток у Дубровиці перейшов у власність Плятерів. Відповідно до даних дослідниць Тетяни Себти та Наталії Черкаської, першим власником дубровицького маєтку, який викупив його з оренди, був Юзеф Антоній Плятер (1750—1832), голова Цивільної судової палати на Волині, засновник гілки роду Плятерів на Дубровиці.
За іншими даними власником Дубровиці на початку XVIII століття був поміщик Бжестовський. Бжестовська Розалія була дружиною Костянтина Людовика фон-дем-Вроель Плятера, писаря великого литовського (1746—1754), маршалка Великого Трибуналу Литовського, воєводи мстиславського (1754), посла Великого князівства Литовського у Російській імперії. Їхній син Антоній Плятер пізніше став володарем дубровицьких володінь. За ще однією версією Броель-Плятери викупили маєток у Бжостовських у 1771 році.

### У складі Російської імперії

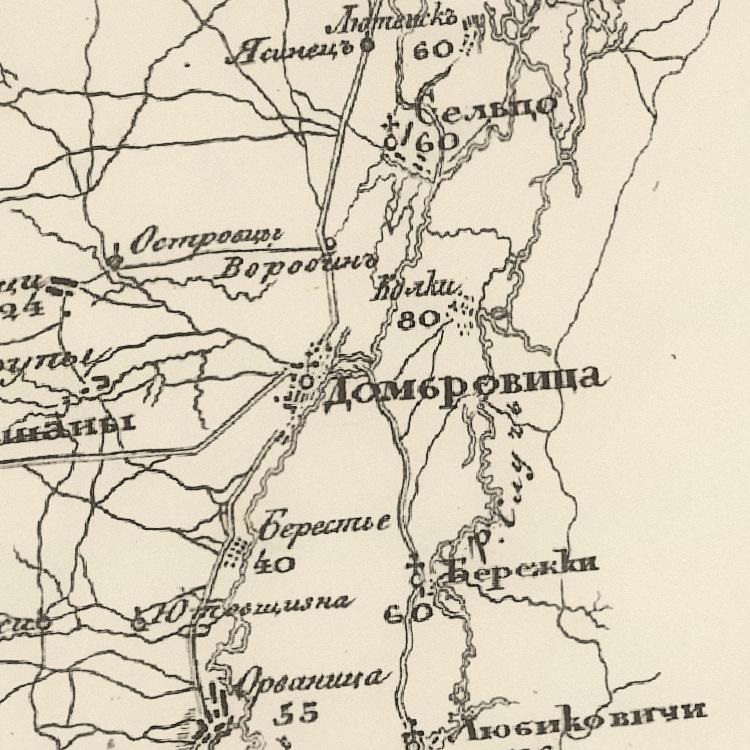
Містечко Дубровиця на російській спеціальній мапі Шуберта 1826—1840 років

З 1793 року внаслідок другого поділу Польщі місто перебувало у складі Російської імперії. 5 липня 1795 року Дубровицю віднесено до категорії містечок. У 1796 році Дубровиця отримала міські права, герб і хоругву, проте невдовзі втратила цей статус. Вона стала центром Домбровицького (Дубровицького) округу Волинського намісництва, а з 1797 року входила до Домбровицької волості Рівненського повіту Волинської губернії.
У 1778—1784 роках була прокладена дорога від Пінська до Дубровиці, по-народному «Литовка». Напередодні та під час Французько-російської війни 1812 року нею пройшли російські гусарські ескадрони. У час війни в Дубровиці були розквартировані гусарські та уланські полки російської армії. В одному з них, Литовському, служила жінка-офіцер Надія Дурова. У автобіографічних записках «Кавалерист-дівиця. Пригоди в Росії» Дурова присвячує Дубровиці багато сторінок. Наприкінці XVIII століття Плятери у розташованій поблизу міста місцевості Воробин, де до цього був Воробинський фільварок, будують палац.
Від початку XIX століття в околицях почали розробляти поклади бурштину. У містечку з 1809 року працювала графська суконна мануфактура, яку обслуговували 12 робітників-кріпаків, а у 1816 році їх було вже 86. Протягом року виробляли 4136 аршинів сукна. Після поразки польського Листопадового повстання 1830—1831 років царською владою у 1832 році ліквідовані монастир, школа ордену піарів і оранжерея, а костел змінено на парафіяльний.

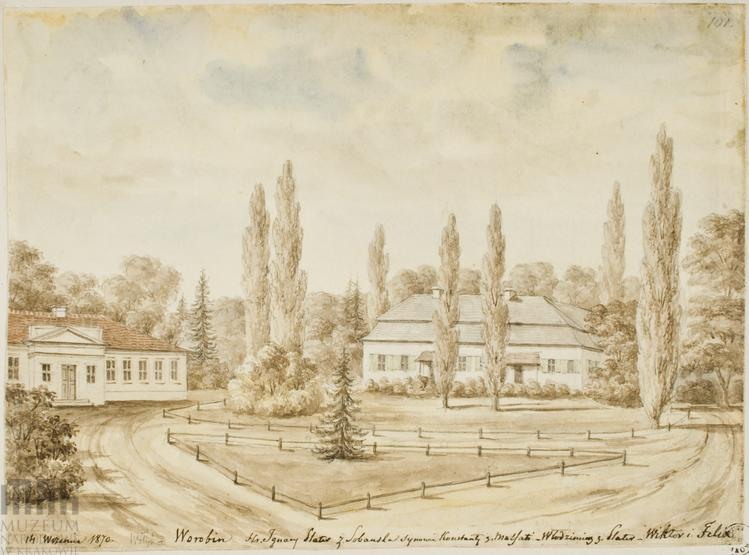
Наполеон Орда. «Двір Плятера», 1870 рік

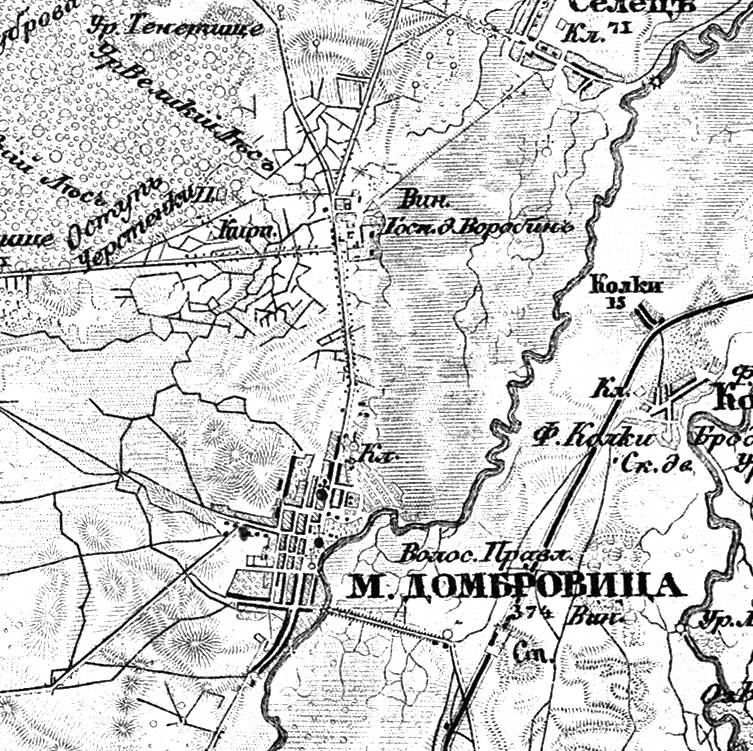
Містечко Дубровиця на російській військово-топографічній мапі 1866—1887 років

1877 року в Дубровиці відкрили однокласне училище, яке 1900 року реорганізоване на двокласне. У 1884 році в місті працювали смоляний, горілчаний та цегляний заводи, що належали графу Плятеру. У 1887 році в Дубровиці налічувалося 733 будинки та 5509 жителів, дві церкви (з них одна мурована), католицький костел, синагога, і два молитовні будинки (єврейські), однокласна школа, вітряк, столярня, ґуральня, цегельня. За переписом 1911 року в Дубровиці було 5650 жителів, волосне правління, міщанська управа, акцизний дозір, слідчий суд, земська поштова станція, пошта і телеграф, двокласна школа, земська лікарня, ветеринарна клініка, аптека, 2 аптечні склади, 102 крамниці, 4 готелі, 2 кредитові товариства, 1 ресторан і 28 щорічних ярмарків.
На початок XX століття населення містечка становило 4475 осіб. Діяли православна церква, синагога, школа, цегляний і інші заводи. Дубровиця залишалася волосним центром. Тут розміщувалися волосне управління, міщанська управа, призовний пункт, діяли трактир, шинок, заїжджі двори, дрібні крамниці. У містечку було засновано прокатну станцію сільськогосподарських машин та кредитне товариство. Працювала лісопильня, відбувався сплав лісу річкою Горинню. Містечко постачало ліс, вугілля, ягоди. В околицях знаходили поклади бурштину.
Восени 1905 року в місті відбулися демонстрації проти політики уряду Російської імперії, для придушення яких через неспроможність місцевої поліції були залучені кінні частини зі Сарн. З початком Першої світової війни в Дубровиці розміщувався штаб Третьої, а потім Особливої армій.

#### Революційний період 1917—1920 років

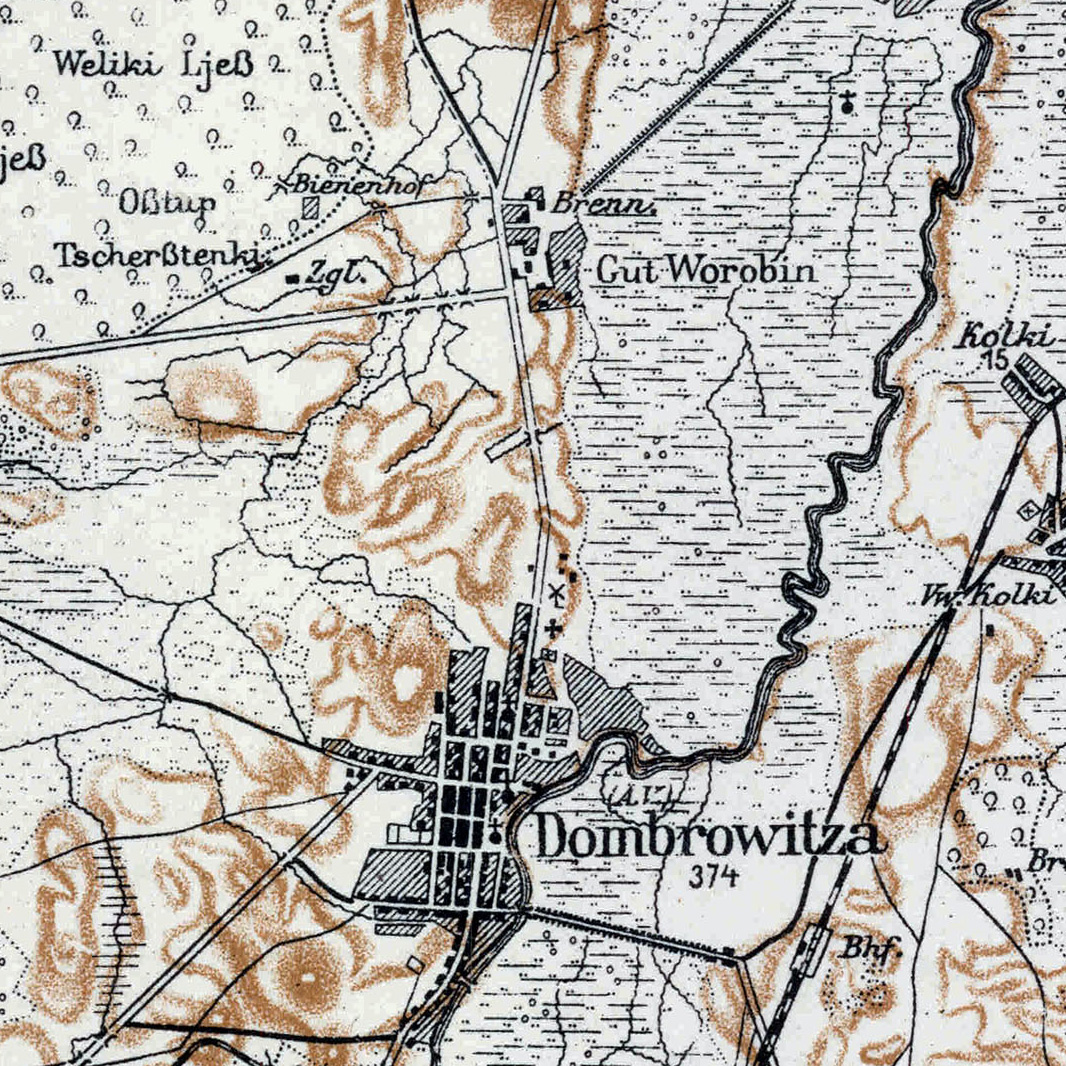
Дубровиця на німецькій карті 1917 року

Наприкінці квітня 1917 року в Дубровиці створена група РСДРП(б) з місцевих більшовиків і солдат на чолі з місцевим жителем Петром Шпаковським. Наприкінці серпня 1917 року внаслідок перевиборів до місцевої Ради робітничих, селянських і солдатських депутатів керівником ради було обрано більшовика Шпаковського, а вже 10 вересня ця рада ухвалює рішення про монополізацію влади, націоналізацію поміщицької землі та її розподіл між селянами. Восени 1917 року дубровицькі більшовики почали громити маєтки, ділити графську землю (графи мали понад 28 тис. десятин), сільськогосподарський реманент. З цього приводу графиня звернулась до Волинського губернського комісара Тимчасового уряду з телеграмою щодо захисту від дій більшовиків.
У грудні 1917 року військовий загін Української Центральної Ради витісняє більшовиків з Дубровиці, але вже 1 січня 1918 року червоноармійський загін Василя Кіквідзе займає містечко. У другій половині лютого 1918 року Дубровицю зайняли австро-німецькі війська. Графи повертаються до свого маєтку, для охорони якого влада Української Держави виділяє загін гайдамаків.
Влітку 1918 року більшовики почали підготовку збройного повстання, яке відбувається у листопаді того ж року. Посприяли його успішному втіленню виступи солдат дубровицького гарнізону німецької окупаційної армії, спричинені революцією в Німеччині, а також встановлення домовленості щодо нейтралітету між комуністами та німецькими частинами. Під час цього збройного виступу був учинений погром маєтку графів Плятерів.
Протягом 1919—1920 років у Дубровиці кілька разів змінювалася влада. 5 лютого 1919 року після кількох переходів міста з рук у руки радянські частини остаточно вибивають з населеного пункту українські війська. У другій половині березня 1919 року містечко зайняли польські війська, на зміну яким улітку 1919 року прийшла Червона армія. Однак радянська влада тоді проіснувала недовго — у серпні цього ж року війська Червоної Армії залишили Дубровицю, а знову повернулись до неї 10 липня 1920 року. Проте у вересні 1920 року Дубровицею знову заволоділи польські війська.

### У складі Польщі

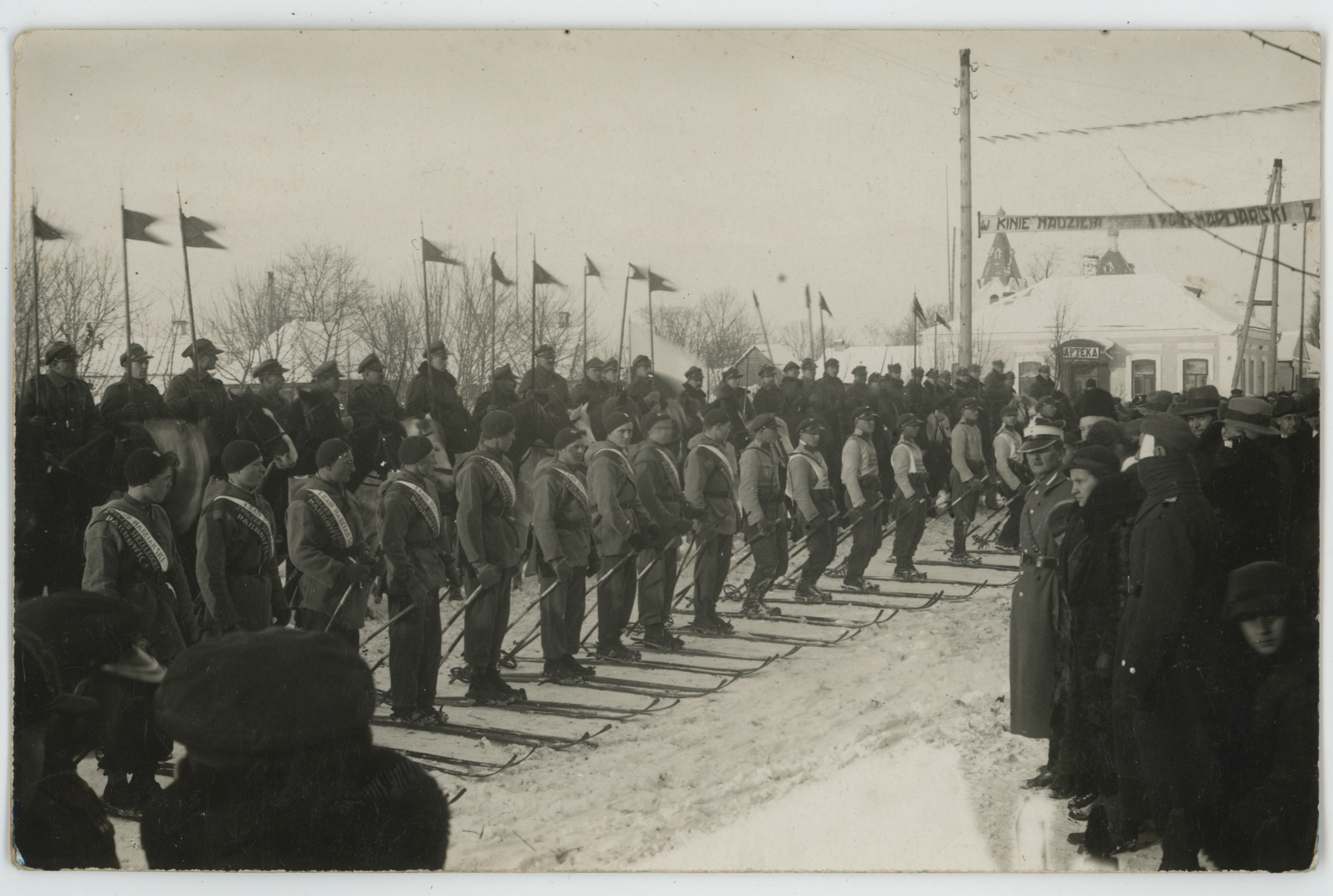
Площа Ринок, 1935 рік

З 1920 до 1939 року Дубровиця перебувала у складі Польщі. Місто входило до Сарненського повіту Поліського, а з 1931 року — Волинського воєводства. 1 жовтня 1933 року було збільшено територію міста за рахунок села Дубровиця та 267,81 га незабудованої території, вилучених з Дубровицької гміни та приєднаних до міста. Станом на 4 січня 1936 року Дубровицька гміна складалася з 23 громад, Дубровиця входила до однойменної громади, до якої також належали фільварок Воробин та селище Заріччя.
У міжвоєнний період у містечку працювали початкова школа з польською мовою викладання та дрібні кустарні підприємства — суконна фабрика, тартак, цегельня, олійниця, млин, гарбарня. У 1921 році створені два українські драматичні гуртки, які ставили українські вистави (зокрема, п'єсу «Бувальщина», «Назара Стодолю» та «Наталку Полтавку»). У 1930-х роках була заснована перша міська футбольна команда «Юнак», проходили сільськогосподарські виставки. З 1923 року діяло комуністичне підпілля, яке до 1932 року входило до КПЗБ, а після — до КПЗУ. Польська влада здійснила низку арештів комуністів, одне з яких відбулося 1928 року, коли було арештовано 14 членів цієї організації.

Місто на світлинах періоду Польської Республіки
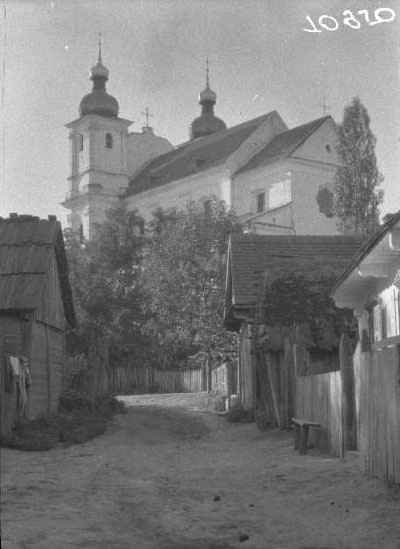
Вулиця і костел
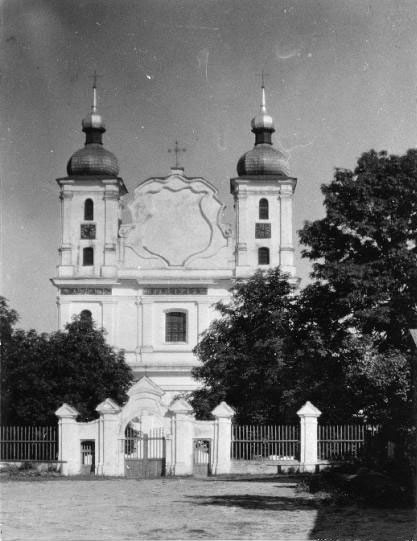
Костел
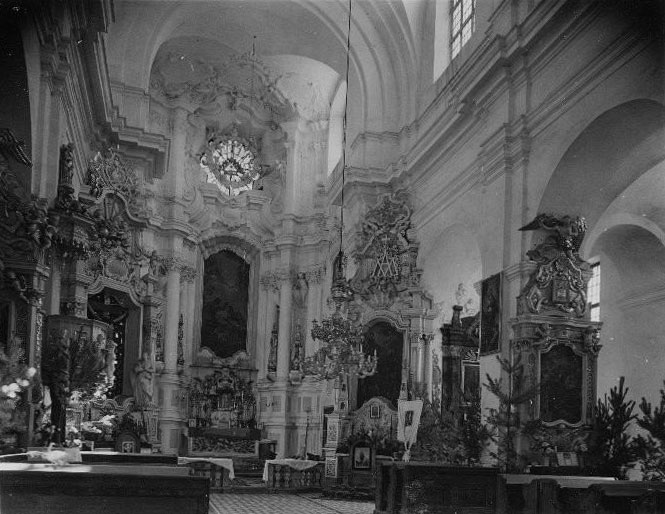
Костел, інтер'єр
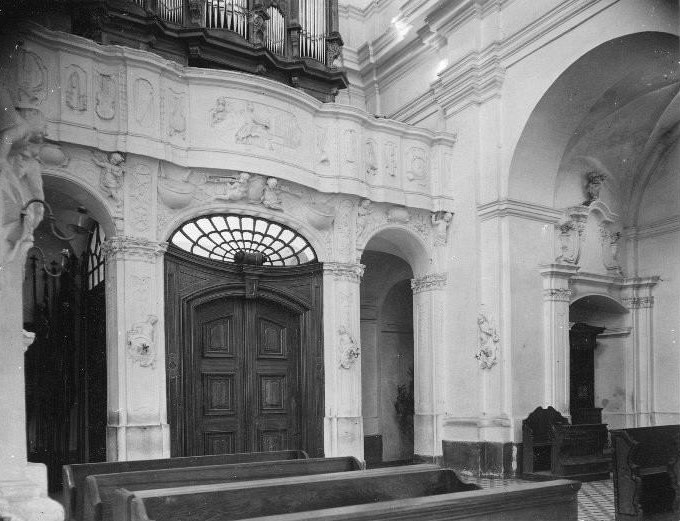
Костел, інтер'єр
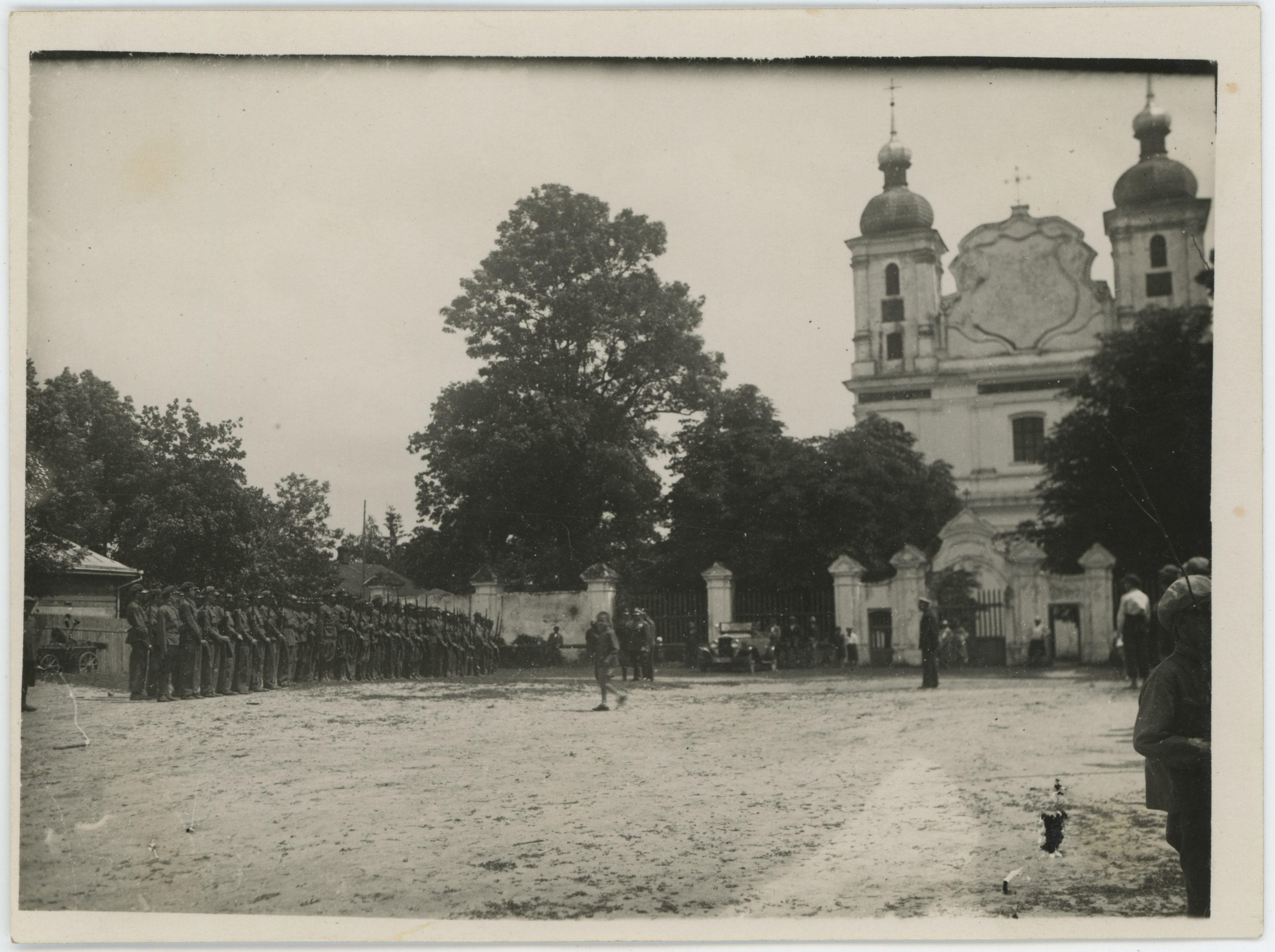
Площа Ринок і костел
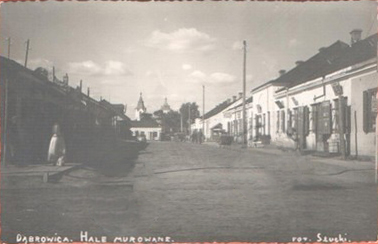
Площа Ринок
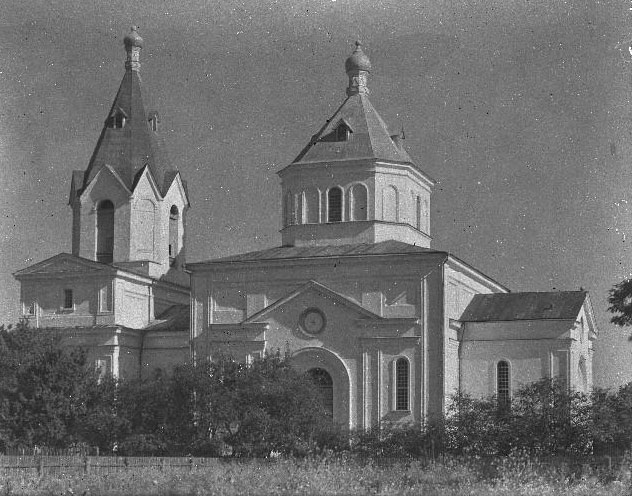
Церква Різдва Пресвятої Богородиці
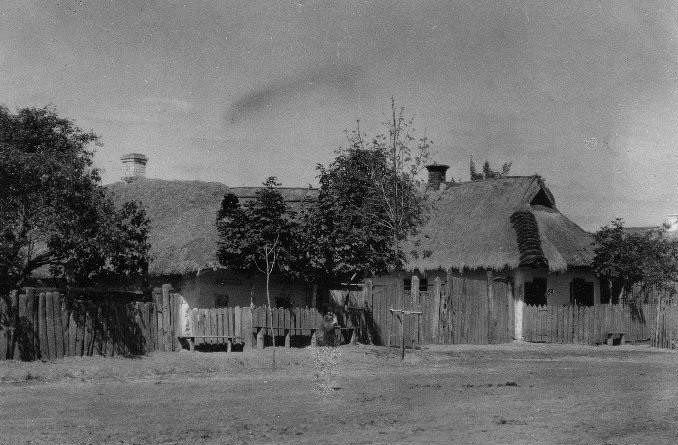
Вулиця
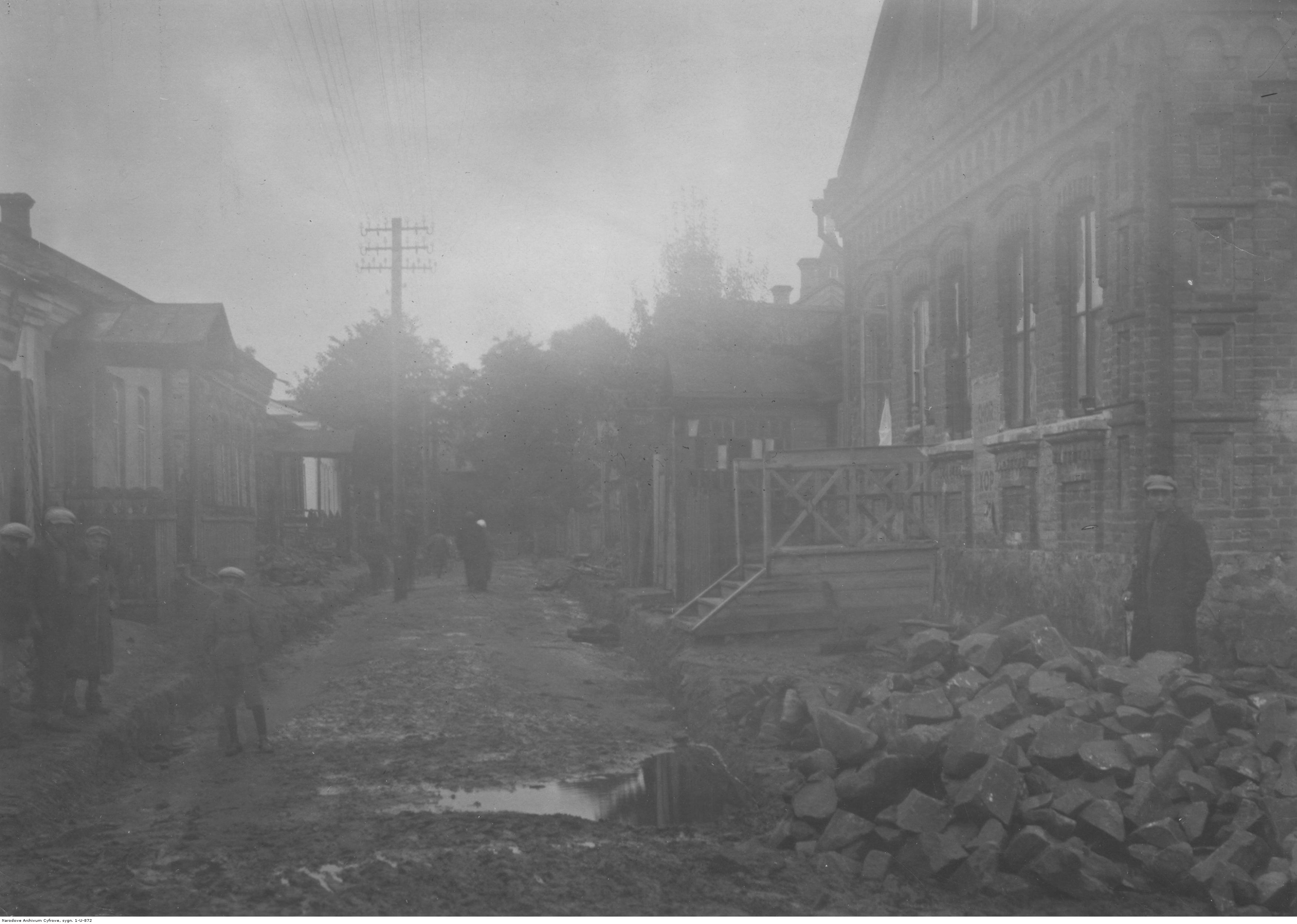
Вулиця
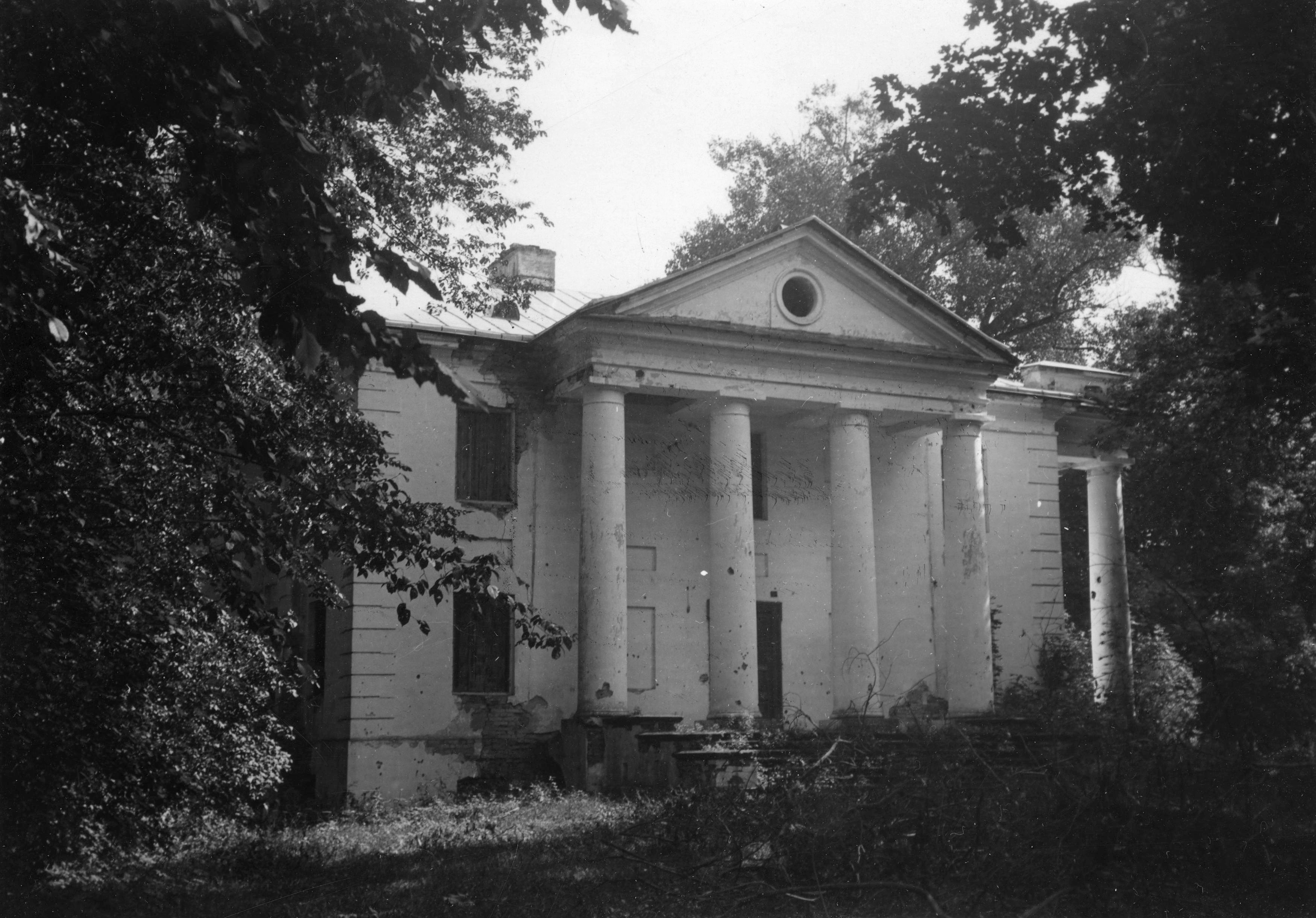
Палац Плятерів
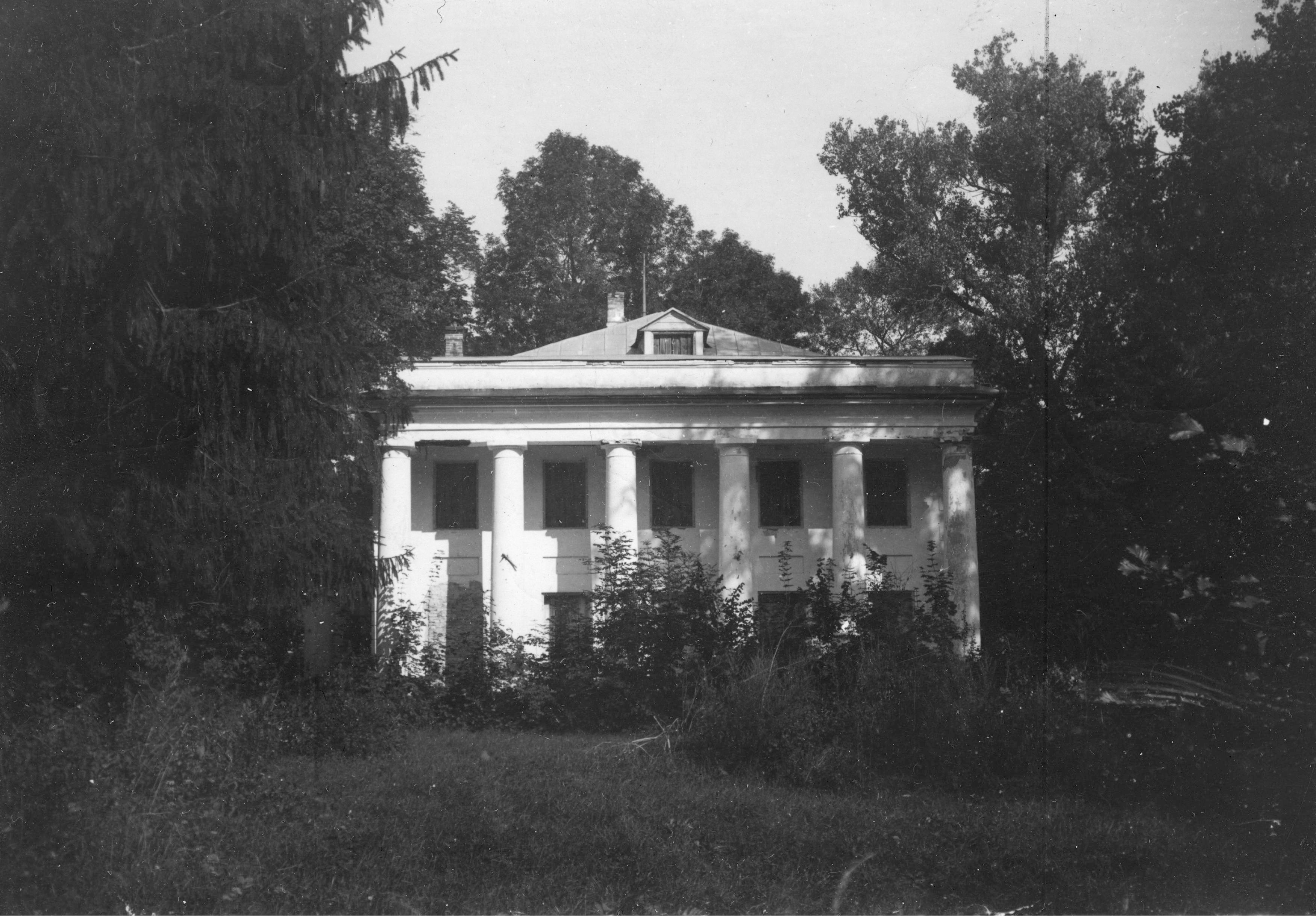
Палац Плятерів
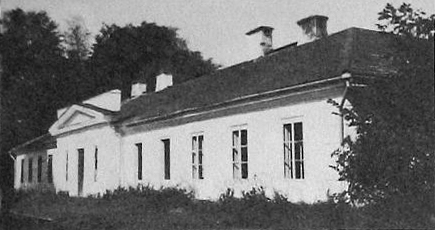
Палац Плятерів

### У складі УРСР

#### Друга світова війна
17 вересня 1939 року, відповідно до пакту Молотова — Ріббентропа, Дубровиця в складі західноукраїнських земель переходить до СРСР. Від 1940 року Дубровиця — місто, адміністративний центр Дубровицького району Ровенської (нині Рівненської) області УРСР. На зміну польському пануванню приходить колективізація, внаслідок якої націоналізовано і розподілено землю. У місті відкриті машинно-тракторна станція, кінотеатр, клуб і районна лікарня. 1940 року відкрито першу середню школу з українською мовою навчання. Водночас почалися масові репресії з боку радянської влади.
Відклав радянізацію Дубровиччини напад Німеччини на СРСР. 1 липня 1941 року німецькі війська зайняли Дубровицю (за іншими даними — 9 липня 1941 року). 1 вересня 1941 року німецька влада підпорядкувала місто новоутвореному Сарненському ґебіту Генеральної округи Волинь-Поділля Райхскомісаріату Україна. Військовий гарнізон, розміщений у місті, налічував 600 солдатів і офіцерів. Комендантом районної поліції був Кирило Сиголенко (справжнє ім'я Хаїм Сигал).
Під час німецької окупації в місті діяли підпільні групи Організації українських націоналістів та Української повстанської армії, радянських партизанів, а також група єврейського опору. Учасники українського націоналістичного та радянського підпілля ворогували між собою та за можливості здійснювали напади на членів протилежної сторони.
У липні 1941 року після прийняття Акту проголошення Української Держави, яке відбулося 30 червня, в Дубровиці, як і в низці сусідніх міст, за ініціативи місцевого керівництва ОУН(б) відбулося проголошення державності України. Дубровиця входила до військової округи «Заграва» регіональної групи УПА-Північ. Духовні потреби УПА «Поліська Січ» у 1941 році забезпечував дубровицький священник отець Михайло Семенюк, який для цього неодноразово відвідував «Олевську республіку». У листопаді 1941 року в Дубровиці з'явився гурток товариства «Жіночої Служби Україні», який організовував у містечку українські громадські та культурні заходи. У 1943 році, після початку відкритої збройної боротьби українських сил проти німецької окупаційної влади, Дубровиця серед деяких інших населених пунктів Волині на нетривалий час опинилася під контролем УПА. Підпілля ОУН та УПА діяло до середини 1950-х років. Загалом встановлено 172 учасники української національно-визвольної боротьби з Дубровиці, з них 59 загинуло, 77 було репресовано.
Радянська підпільна організація створена у серпні 1941 року О. О. Криньком, який попередньо у липні з підпорядкованою йому групою був десантований на окуповану територію. Наприкінці 1942 року створений партизанський загін імені Т. Г. Шевченка, який очолив радянський сержант Ф. Г. Маслюк. Значною мірою загін складався з радянських військовиків, які потрапили в оточення. Спільними діями більшовицькі підпільники та партизани спалили фільварок, вивели з ладу маслозавод та Воробинський спиртовий завод, влітку 1943 року підірвали залізничний міст на лінії Сарни — Лунинець та здійснили низку інших диверсій. 16 травня 1943 року партизанське з'єднання під командуванням І. Федорова розгромило гарнізон, що перебував у Дубровиці.
У ніч на 10 січня 1944 року Дубровиця була звільнена від німецьких військ 397-ю стрілецькою дивізією 1-го Українського фронту і партизанським з'єднанням під командуванням Василя Бегми під час Житомирсько-Бердичівської операції. Після зайняття міста радянська влада провела мобілізацію місцевого населення та продовжила репресії. Зокрема, 15 квітня 1944 року в центрі міста публічно стратили трьох українських повстанців — теренового та зв'язкового УПА-Північ Сергія Камінського, командира відділу військової розвідки штабу «Боростена» Михайла Раковича та фотокореспондента при друкарні технічного відділу УПА Георгія Романушка.

#### Повоєнний період
Після закінчення війни почалася розбудова міста. Згодом почали працювати промислова артіль, ліспромгосп, хімлісгосп, бібліотека. Методом народної будови зведено 412-метровий дерев'яний міст через річку Горинь, який був одним з найбільших дерев'яних мостів України. 1944 року відновила роботу Дубровицька МТС. 15 серпня 1944 року указом Президії Верховної Ради УРСР Домбровиця перейменована на Дубровицю, а Домбровицький район — на Дубровицький. У 1944—1946 роках запрацювали хімлісгосп, ліспромгосп, лісгосп, почалася відбудова житлових будинків. Наприкінці 1944 року місто налічувало 881 двір, у 1945 році — 1027 дворів. З 1945 року почали діяти промкомбінат з виготовлення цегли, розпилення й оброблення лісу та артіль інвалідів.

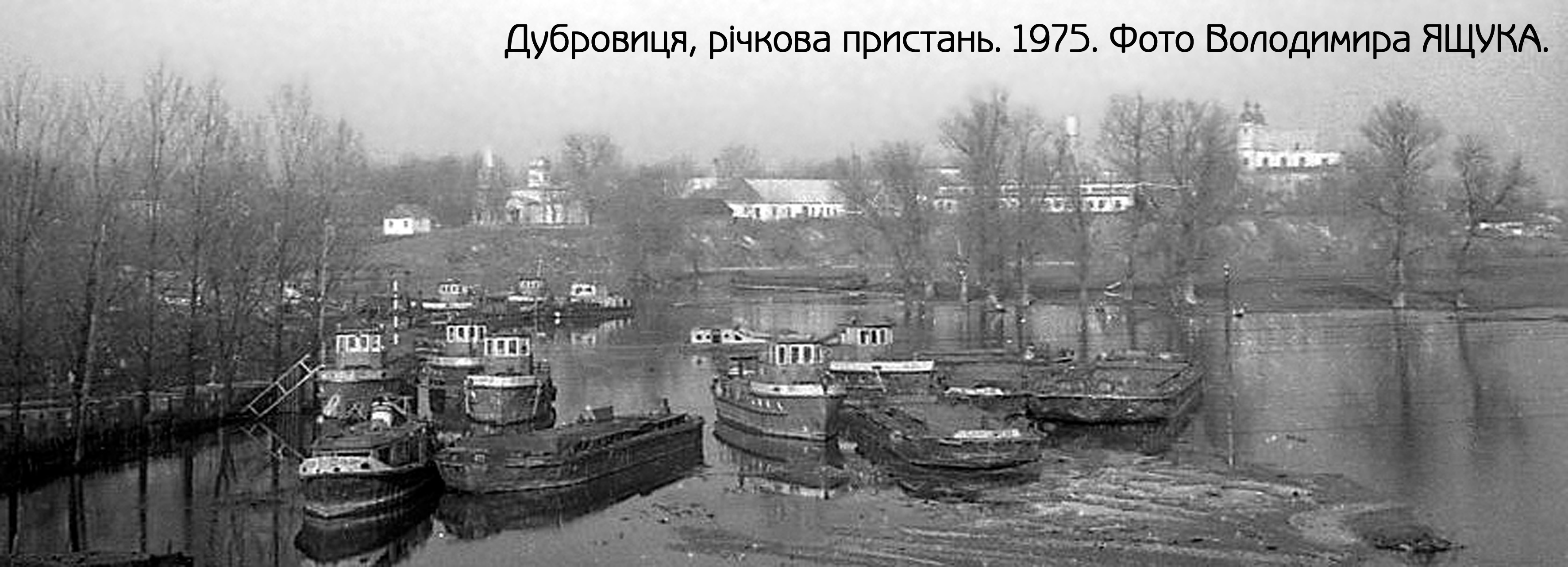
Річкова пристань у Дубровиці, 1975 рік

Протягом 1950-х років запрацювали місцева електростанція, райхарчкомбінат, утворено лісгоспзаг. У 1952 році в місті працювали середня та семирічна школи, дім культури, кінотеатр, 2 бібліотеки, електромлин, підприємства промислової корпорації. 1952 року в центрі Дубровиці закладено парк, 1965 року на базі автоколони Сарненського автопарку організоване автопідприємство, 1967 року запрацював льонозавод, 1969 року в місті створено пересувну механізовану колону тресту «Поліссяводбуд», що займався осушуванням заболоченої місцевості. На місці колишнього графського парку облаштовано медичне містечко з поліклінікою, стаціонаром, лабораторіями та спеціалізованими кабінетами. Зводяться новобудови Дубровицького «Міжколгоспбуду». У центрі міста побудовано поштово-телеграфний вузол, кінотеатр «Україна», універмаги «Ювілейний» та «Дитячий світ», книжковий, меблевий, взуттєвий магазини, гастроном тощо. На березі річки працювали стадіон «Горинь», пристань, човнова станція. 1983 року радянська влада з метою відвернути увагу суспільства від 50-х роковин Голодомору провела у багатьох населених пунктах України святкування «круглих дат», зокрема урочисте відзначення 800-ліття першої писемної згадки (посилаючи на свідчення 1183 року в Іпатіївському літописі) пройшло й в Дубровиці.
1986 року відбувається Чорнобильська катастрофа, наслідки якої стали загрожувати здоров'ю місцевих жителів. У 1988 році у місті була створена група «Екологія», яка добивалася проведення досліджень на забруднення радіацією і надання населенню захисту та відповідних пільг. Відповідно до прийнятої в грудні 1989 року постанови Ради Міністрів УРСР у Дубровиці реєструвалися одиничні проби, що перевищують тимчасово допустимі рівні вмісту радіоактивних речовин в молоці корів особистих підсобних господарств; місто занесене до переліку населених пунктів, які зазнали радіоактивного забруднення внаслідок аварії на Чорнобильській АЕС, жителям виплачувалася грошова допомога. Згідно з постановою Кабінету Міністрів Української РСР, ухваленою в липні 1991 року, Дубровиця належала до зони гарантованого добровільного відселення. Мінімальне значення потужності експозиційної дози гамма-випромінювання за 1992—1994 роки в Дубровиці становило 19 мкР/год, максимальне — 26 мкР/год. На кінець 1993 року забруднення ґрунтів становило 3,01 Кі/км² (137Cs + 134Cs), молока — 5,59 мКі/л (137Cs + 134Cs), картоплі — 0,89 мКі/кг (137Cs + 134Cs), сумарна доза опромінення — 176 мбер, з якої: зовнішнього — 27 мбер, загальна від радіонуклідів — 149 мбер (з них Cs — 138 мбер).

### Період незалежності України
У 1990-ті роки в місті діяли льонопереробний завод, бавовнопрядильна фабрика, музей Дубровицького збройного повстання 1918—1919 років. У січні 1995 року Верховна Рада України ухвалила постанову про включення до складу Дубровиці землі Дубровицького району загальною площею 301,1 га. У травні 1995 року Кабінет Міністрів України ухвалив постанову щодо приватизації дубровицьких АТП-15642 та льонозаводу, а в липні того ж року прийняв ще одну постанову щодо приватизації іншої низки підприємств міста: виробничого об'єднання по обслуговуванню сільського господарства, відгодівельного пункту та «Дуботекс». 21 вересня 2005 року Дубровиця на державному рівні відсвяткувала ювілей 1000-ліття. У листопаді 2005 року відбулася газифікація міста.
29 липня 2015 року у Дубровиці відбувалися масові зіткнення між добувачами бурштину та представниками правоохоронних органів. Перед цими сутичками, цього ж дня у селі Крупове Дубровицького району місцеві жителі напали на правоохоронців, які обслідували місця незаконного видобутку бурштину, і завдали їм тілесних ушкоджень. О 18:30 на спецлінію «102» повідомили, що близько 200—300 добувачів бурштину заблокували Дубровицький районний військовий комісаріат, перекрили проїзну частину поблизу райдержадміністрації у центрі Дубровиці. Відбулася перестрілка з травматичної зброї. Внаслідок інциденту двоє осіб постраждало, десятьох затримали правоохоронці. Пізніше натовп підійшов до районного відділку міліції, вимагаючи звільнити затриманих. Опівночі натовп розійшовся.
У 2020 році Дубровиця стала центром Дубровицької міської громади. Постановою Верховної Ради України від 17 липня 2020 року «Про утворення та ліквідацію районів» ліквідований Дубровицький район, а Дубровиця та Дубровицька міська громада включені до складу щойно створеного Сарненського району.

## Населення
Станом на 1 січня 2022 року, населення Дубровиці становить 9343 особи. Густота населення — 1652,34 особи/км².
У 1860 році в Дубровиці проживало 3743 особи, з них — 1709 християн і 2034 юдеї. За переписом населення Російської імперії 1897 року в містечку мешкало 6007 осіб, з них: 2934 чоловіки та 3073 жінки; 2943 православні та 2868 юдеїв. На почату XX століття в Дубровиці проживало 5650 осіб. У 1906 році в містечку нараховувалося 839 дворів та мешкало 5459 осіб.
Станом на 10 вересня 1921 року в містечку налічувався 373 будинки та 2694 мешканці, з них: 1287 чоловіків та 1407 жінок; 2536 юдеїв, 95 православних, 61 римо-католик та 2 євангельські християни; 2527 євреїв, 80 українців (русинів), 78 поляків, 8 росіян та 1 німець. В однойменних селі та на станції цієї ж гміни за переписом цього ж року налічувалося 641 дім та 3567 жителів, з них: 1639 чоловіків та 1928 жінок; 3465 православних, 77 юдеїв та 25 римо-католиків; 3447 українців (русинів), 51 єврей, 51 поляк, 10 білорусів та 8 осіб іншої національності. 1931 року населення міста становило близько 7000 осіб.
За переписом населення 1959 року в Дубровиці проживало 6028 мешканців (2767 чоловіків, 3261 жінка). Населення міста в 1989 році становило 10 856 мешканців (5101 чоловік, 5755 жінок). На кінець 1993 року в Дубровиці мешкало 11100 жителів, з них 3660 — дітей.
За переписом населення 2001 року в Дубровиці проживало 9644 особи (становить 88,8 % від кількості населення 1989).

### Національний склад
Розподіл населення за національністю за даними перепису 2001 року:
| Національність  | Відсоток |
| --------------- | -------- |
| українці        | 96,98%   |
| росіяни         | 1,89%    |
| білоруси        | 0,73%    |
| поляки          | 0,10%    |
| інші/не вказали | 0,30%    |

### Мовний склад
Рідна мова населення за даними перепису 2001 року:
| Мова            | Чисельність, осіб | Доля   |
| --------------- | ----------------- | ------ |
| Українська      | 9 467             | 97,69% |
| Російська       | 174               | 1,80%  |
| Білоруська      | 43                | 0,44%  |
| Польська        | 2                 | 0,02%  |
| Інші/Не вказали | 5                 | 0,05%  |
| Разом           | 9 691             | 100%   |

### Вікова і статева структура
Структура жителів Дубровиці за віком і статтю (станом на 2011 рік):
| Вік   | Чоловіків | Жінок | Разом |
| ----- | --------- | ----- | ----- |
| 0-17  | 1134      | 1077  | 2211  |
| 18-39 | 1615      | 1552  | 3167  |
| 40-59 | 1304      | 1557  | 2861  |
| 60+   | 388       | 821   | 1209  |
| Разом | 4441      | 5007  | 9448  |

### Соціально-економічні показники
| Працездатне населення | Працездатне населення | Працездатне населення | Працездатне населення | Працездатне населення | Працездатне населення | Непрацездатне населення | Непрацездатне населення | Непрацездатне населення | Непрацездатне населення | Непрацездатне населення | Непрацездатне населення | Все населення |
| Чоловіки              | Чоловіки              | Жінки                 | Жінки                 | Разом                 | Разом                 | Чоловіки                | Чоловіки                | Жінки                   | Жінки                   | Разом                   | Разом                   | 9448          |
| ос.                   | %                     | ос.                   | %                     | ос.                   | %                     | ос.                     | %                       | ос.                     | %                       | ос.                     | %                       | 9448          |
| --------------------- | --------------------- | --------------------- | --------------------- | --------------------- | --------------------- | ----------------------- | ----------------------- | ----------------------- | ----------------------- | ----------------------- | ----------------------- | ------------- |
| 2388                  | 40                    | 3582                  | 60                    | 5970                  | 100                   | 1878                    | 53                      | 1600                    | 45                      | 3478                    | 200                     | 9448          |

| Зайняті  | Зайняті  | Зайняті | Зайняті | Зайняті | Зайняті | Безробітні | Безробітні | Безробітні | Безробітні | Безробітні | Безробітні | Все населення |
| Чоловіки | Чоловіки | Жінки   | Жінки   | Разом   | Разом   | Чоловіки   | Чоловіки   | Жінки      | Жінки      | Разом      | Разом      | 9448          |
| ос.      | %        | ос.     | %       | ос.     | %       | ос.        | %          | ос.        | %          | ос.        | %          | 9448          |
| -------- | -------- | ------- | ------- | ------- | ------- | ---------- | ---------- | ---------- | ---------- | ---------- | ---------- | ------------- |
| 1149     | 40       | 1723    | 75      | 2872    | 100     | 1797       | 58         | 1301       | 42         | 3098       | 100        | 9448          |

| Дорослі | Діти | Пенсіонери | Інваліди Німецько-радянської війни | Учасники бойових дій | Інваліди всіх груп і категорій | Люди, які обслуговуються служб. соц. допом. на дому | Неповні сім'ї | Діти з неповних сімей | Багатодітні сім'ї | Діти з багатодітних сімей | Діти-інваліди | Діти-сироти | Одинокі багатодітні матері |
| ------- | ---- | ---------- | ---------------------------------- | -------------------- | ------------------------------ | --------------------------------------------------- | ------------- | --------------------- | ----------------- | ------------------------- | ------------- | ----------- | -------------------------- |
| 6703    | 2686 | 2856       | 29                                 | 61                   | 813                            | 70                                                  | 139           | 167                   | 64                | 236                       | 26            | 55          | 1                          |

### Єврейська громада
Євреї жили в Дубровиці з початку XVI століття. У 1766 році в місті проживало 404 євреї, у 1847 році — 1910, у 1897 році — 2686 (47,7 % населення міста), у 1921 році — 2536, у 1931 році — 2739, у 1937 році — 3225 (43,4 % населення міста), у 1946 році — 9 євреїв. У XVII—XVIII століттях дубровицькі євреї входили до Пинського кагалу. Більшість євреїв Дубровиці належали до каролин-столинських, тріскських і березненських хасидів. Єврейська громада Дубровиці неодноразово зазнавала погромів (зокрема, у 1884, на початку 1919, 10 липня 1919).

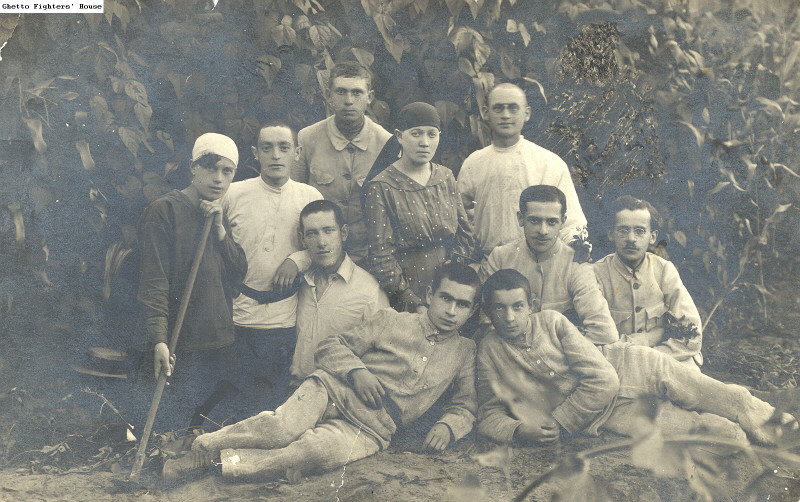
Члени єврейського молодіжного руху Гехалуц зі скаутської тренувальної програми гахшара у Дубровиці, 27 серпня 1919 року

У 1900-х роках у містечку діяли політичні гуртки Бунду і сіоністів. У 1865 році діяло 3 синагоги. У 1910 році діяло 5 синагог, з них 3 хасидських, існувало єврейський цвинтар з найстарішою могилою, датованою XVI століттям. За статтею 1903 року в «Jewish Encyclopedia», тоді в Дубровиці на тютюновій промисловості працювало 260 євреїв, близько по 195 осіб займалося виготовленням одягу та взуття, налічувалося 19 єврейських садівників, 40 садоводів і 27 молочарів, працювало близько 600 поденників, які заробляли від пятнадцати до двадцяти центів на день. Проте в 1915 році відбулося насильне виселення євреїв у внутрішні губернії Російської імперії. Часткове повернення дубровицьких євреїв до міста сталося в 1917 році. Тоді було відкрито дві єврейських школи в містечку (одна з мовою викладання на івриті, друга — на їдиші), а також створений єврейський загін самооборони. У міжвоєнний період євреї працювали в торгівлі, ремеслі, промисловості, займалися експортом деревини та зерна. У 1920-1930-х роках у місті діяли дві школи на івриті, єврейський дитячих садок, єшива та місцеві осередки єврейських товариств і партій.
28 червня 1941 року після початку Німецько-радянської війни близько 200 молодих євреїв евакуювалося разом з представниками радянської влади у східні терени СРСР. Після зайняття Дубровиці німецькою армією в липні 1941 року в місті був створений юденрат. Євреї віком від 14 років були змушені виконувати примусові роботи та носити відмітний знак зі зіркою Давида. У березні 1942 року в Дубровиці німецькі нацисти створили єврейське гетто, у якому перебувало понад 4 тисячі осіб з міста та навколишніх сіл (за даними Міжнародного інституту вивчення Голокосту Яд Вашем — 4327 осіб). У самому ж Дубровицькому гетто діяла підпільна група єврейського опору. З травня до серпня 1942 року частині молодих євреїв гетто вдалося втекти з міста в ліси. 26 серпня (за іншими даними — 25 серпня) 1942 року під час відправлення євреїв дубровицького гетто до вокзалу відбулася стрілянина, що спричинила масову втечу євреїв, під час якої 200 осіб було вбито відразу, 500 євреям вдалося дістатися лісів, 800 осіб перевезені до Висоцька, де більшість з них загинула, а решта затриманих євреїв була вивезена в Сарни, де 28 серпня (за іншими даними — 26 серпня) їх розстріляли. Під час відправлення євреїв з Дубровиці У вересні 1942 року було розстріляно ще близько 70 євреїв. Втікачі активно долучалися до радянських партизанських загонів, на час звільнення міста від німецьких військ у 1944 році в більшовицьких загонах перебувало близько 50 євреїв. Як зазначав Шмуель Спектор, автор публікацій з історії Голокосту в Східній Європі, 7,8 % від усього єврейського населення міста вдалось врятуватись. Родина Раковичів, що проживала в Дубровиці та врятувала під час війни двох євреїв, була відзначена званням «Праведників народів світу».
Після 1945 року у двох колишніх дубровицьких синагогах відкриті робочий клуб і майстерня, а у Великій синагозі — кінотеатр. Наприкінці 1940-х — на початку 1950-х років у домі Єшуа Фішмана щосуботи і на свята збирався міньян.
Дубровицькі рабини:
- Яків-Натан Вайсман (у XIX столітті)
- Яків Шапіро (до 1900 року)
- Яків Зальцман (у 1901—1937 роках)
- Нохум-Єшуа Печник (у 1918—1942 роках)
- Аба Зальцман (наприкінці 1930-х років у заснованому ним хасидському дворі)

## Політика

### Органи влади
Місцеві органи влади представлені Дубровицькою міською радою. Дубровиця є адміністративним центром та єдиним населеним пунктом міської ради. До міської ради входить 30 депутатів. Міський голова — Микульський Богдан Михайлович.
Дубровиця також є адміністративним центром Дубровицької міської громади, до якої належить 39 сіл.

### Міські голови
| Ім'я                                      | Основні відомості                                                                                                | Початок терміну | Кінець терміну | Джерела         |
| ----------------------------------------- | --- | --------------- | -------------- | --------------- |
| Зигмунт Шулецький (пол. Zygmunt Szulecki) | Бурмістр, 1890 року народження, солдат, торговець, державний службовець, розстріляний в Катині в 1940 році       | Кінець 1930-х   | осінь 1939     | [ 179 ]         |
| н/д                                       | |                 |                |                 |
| Адам Леонідович Кузьмич                   | Міський голова, 1963 року народження, член Української народної партії                                           | 26 березня 2006 | 31 жовтня 2010 | [ 180 ]         |
| Адам Леонідович Кузьмич                   | Міський голова, 1963 року народження, освіта вища, член Української народної партії                              | 31 жовтня 2010  | 25 жовтня 2015 | [ 180 ]         |
| Богдан Михайлович Микульський             | Міський голова, 1956 року народження, освіта вища, член політичної партії Всеукраїнське об'єднання «Батьківщина» | 25 жовтня 2015  |                | [ 177 ] [ 181 ] |

### Всеукраїнські вибори
Дубровиця входить до виборчого округу № 155 та є його центром. У місті розташовано 5 звичайних (постійних) і одна спеціальна виборча дільниця. Станом на 1 січня 2011 року кількість виборців у Дубровиці становило 7542 особи. Результати виборів:
- Парламентські вибори 2002: зареєстровано 7192 виборці, явка 78,92 %, прохідні партії: Блок Віктора Ющенка «Наша Україна» (54,42 %), За єдину Україну! (8,98 %), Виборчий блок Юлії Тимошенко (8,42 %), Комуністична партія України (6,55 %), Соціалістична партія України (4,82 %), Соціал-демократична партія України (об'єднана) (4,51 %)[184].
- Вибори Президента України 2004 (третій тур): зареєстровано 7253 виборці, явка 81,03 %, з них за Віктора Ющенка — 85,5 %, за Віктора Януковича — 11,32 %[185].
- Парламентські вибори 2006: зареєстровано 7495 виборців, явка 70,23 %, найбільше голосів віддано за Блок Юлії Тимошенко — 34,82 %, за «Нашу Україну» — 19,19 %, за Український народний блок Костенка і Плюща — 11,72 %[186].
- Парламентські вибори 2007: зареєстровано 7383 виборці, явка 61,01 %, найбільше голосів віддано за Блок Юлії Тимошенко — 51,42 %, за Наша Україна — Народна самооборона — 18,65 %, за «Партію регіонів» — 9,41 %[187].
- Вибори Президента України 2010:
  - Перший тур: зареєстровано 7439 виборців, явка 65,4 %, найбільше голосів віддано за Юлію Тимошенко — 42,68 %, за Віктора Януковича — 11,39 %, за Володимира Литвина — 10,41 %[188].
  - Другий тур: зареєстровано 7502 виборці, явка 67,45 %, з них за Юлію Тимошенко — 76,38 %, за Віктора Януковича — 18,12 %[189].
- Парламентські вибори 2012: зареєстровано 7632 виборці, явка 53,98 %, найбільше голосів віддано за Всеукраїнське об'єднання «Батьківщина» — 43,16 %, за «УДАР» — 16,04 %, за Всеукраїнське об'єднання «Свобода» — 14,78 %[190]. В одномандатному окрузі найбільше голосів отримав Сорока Микола Петрович («Партія регіонів») — 59,32 %, за Кошина Сергія Мефодійовича («Батьківщина») — 26,07 %, за Яніцького Василя Петровича (самовисування) — 10,87 %[191].
- Вибори Президента України 2014: зареєстровано 7594 виборці, явка 67,42 %, найбільше голосів віддано за Петра Порошенка — 56,27 %, за Юлію Тимошенко — 17,52 %, за Олега Ляшка — 10,74 %, за Анатолія Гриценка — 5,96 %, за Олега Тягнибока — 2,71 %[192].
- Парламентські вибори 2014: зареєстровано 7637 виборців, явка 55,57 %, найбільше голосів віддано за «Народний фронт» — 35,89 %, за «Блок Петра Порошенка» — 27,12 %, за «Об'єднання „Самопоміч“» — 8,84 %, за Всеукраїнське об'єднання «Батьківщина» — 7,12 %[193]. Під час виборів в одномандатному окрузі найбільше голосів у Дубровиці отримав Ляхович Микола Петрович («Народний фронт») — 40,29 %, за Яніцького Василя Петровича («Блок Петра Порошенка») — 22,95 %, за Суховича Віталія Миколайовича (самовисування) — 14,28 %[194].
- Вибори Президента України 2019:
  - Перший тур: зареєстровано 7413 виборців, явка 62,46 %, найбільше голосів віддано за Володимира Зеленського — 26,91 %, за Петра Порошенка — 24,32 %, за Юлію Тимошенко — 18,14 %, за Ігоря Смешка — 6,67 %, за Олега Ляшка — 6,76 %, за Анатолія Гриценка — 6,22 %[195].
  - Другий тур: зареєстровано 7366 виборців, явка 58,55 %, з них за Володимира Зеленського — 61,33 %, за Петра Порошенка — 36,52 %[196].
- Парламентські вибори 2019: зареєстровано 7411 виборців, явка 45,92 %, у загальнодержавному багатомандатному окрузі найбільше голосів віддано за «Слуга народу» — 41 %, за Всеукраїнське об'єднання «Батьківщина» — 14,23 %, за «Європейська Солідарність» — 11,02 %, за «Голос» — 7,80 %, за «Радикальна партія Олега Ляшка» — 5,47 %[197]. Під час виборів в одномандатному мажоритарному окрузі найбільше голосів у Дубровиці отримав М'ялик Віктор Ничипорович (самовисування) — 26,45 %, за Рашовського Володимира Володимировича («Слуга народу») — 25,62 %, за Яніцького Василя Петровича (самовисування) — 15,72 %, за Задорожного Олександра Григоровича («Всеукраїнське об'єднання „Свобода“») — 14,61 %[198].

### Партії та громадські організації
У Дубровиці діє низка районних та міських осередків загальноукраїнських партій і громадських організацій. Серед громадських організацій — районна організація Всеукраїнської громадської організації «Захист дітей війни», районна організація ветеранів, міськрайонна громадська організація Братства вояків Української Повстанської Армії імені генерала-хорунжого Клима Савури, спілка ветеранів Афганістану, територіальна організація Українського товариства глухих (УТОГ) тощо.

## Символіка
30 липня 1997 року Дубровицька міська рада своїм рішенням затвердила сучасний герб і прапор Дубровиці. Автори проектів — Юрій Терлецький і Андрій Гречило.

### Герб
Перший герб Дубровиці, яка тоді перебувала в складі Російської імперії, затверджений 22 січня 1796 року. Вигляд герба: у горішній частині перетятого щита герб Новоград-Волинського; у долішній, по розташуванню міста при річці Горинь і по з'єднанню з нею ріки Случ — на лазуровому полі залізний якір, що символізує вигідне судноплавство по цим рікам.

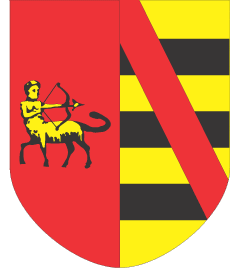
Герб польського періоду, затверджений 1939 року

Бернгард Карл фон Кене у другій половині XIX століття розробив проект нового герба міста: на лазуровому полі — золотий якір. У вільній частині — герб Волинської губернії. Щит увінчаний червоною посадською короною з двома вежками та обрамований двома золотими колосками, оповитими Олександрівською стрічкою. Затвердженим не був.
Перебуваючи в складі Польщі, Дубровиця отримала новий герб у 1939 році. Герб був складений зі знаків колишніх власників Дубровиці Гольшанських і Плятерів: щит розтятий, у першому червоному полі золотий кентавр з луком, у другому золотому — три чорні балки, через які проходить червоний перев'яз.
За радянського періоду перед Дубровицьким міським виконавчим комітетом стояло питання створення нового міського герба, проте всі тогочасні проекти були штучно створені й не враховували законів геральдики.
Сучасний герб Дубровиці затверджений міською радою 30 липня 1997 року. Автори проектів — Ю. Терлецький і А. Гречило. Сучасний герб виглядає так: у синьому полі щита — золотий якір, у срібній главі — сім зелених дубових листків і два золоті жолуді з чорними шапочками; щит увінчує срібна міська корона. У гербі використано елемент міського знака XVIII століття (якір), дубове листя та жолуді є номінальними символами й підкреслюють назву міста.

### Прапор
Сучасний прапор Дубровиці затверджений міською радою 30 липня 1997 року. Автори проектів — Ю. Терлецький і А. Гречило. Сучасний прапор виглядає так: квадратне полотнище, на синьому тлі якого жовтий якір, на білій верхній горизонтальній смузі (шириною в 3/10 сторони прапора) — сім зелених дубових листків і два жовті жолуді з коричневими шапочками.

## Культура

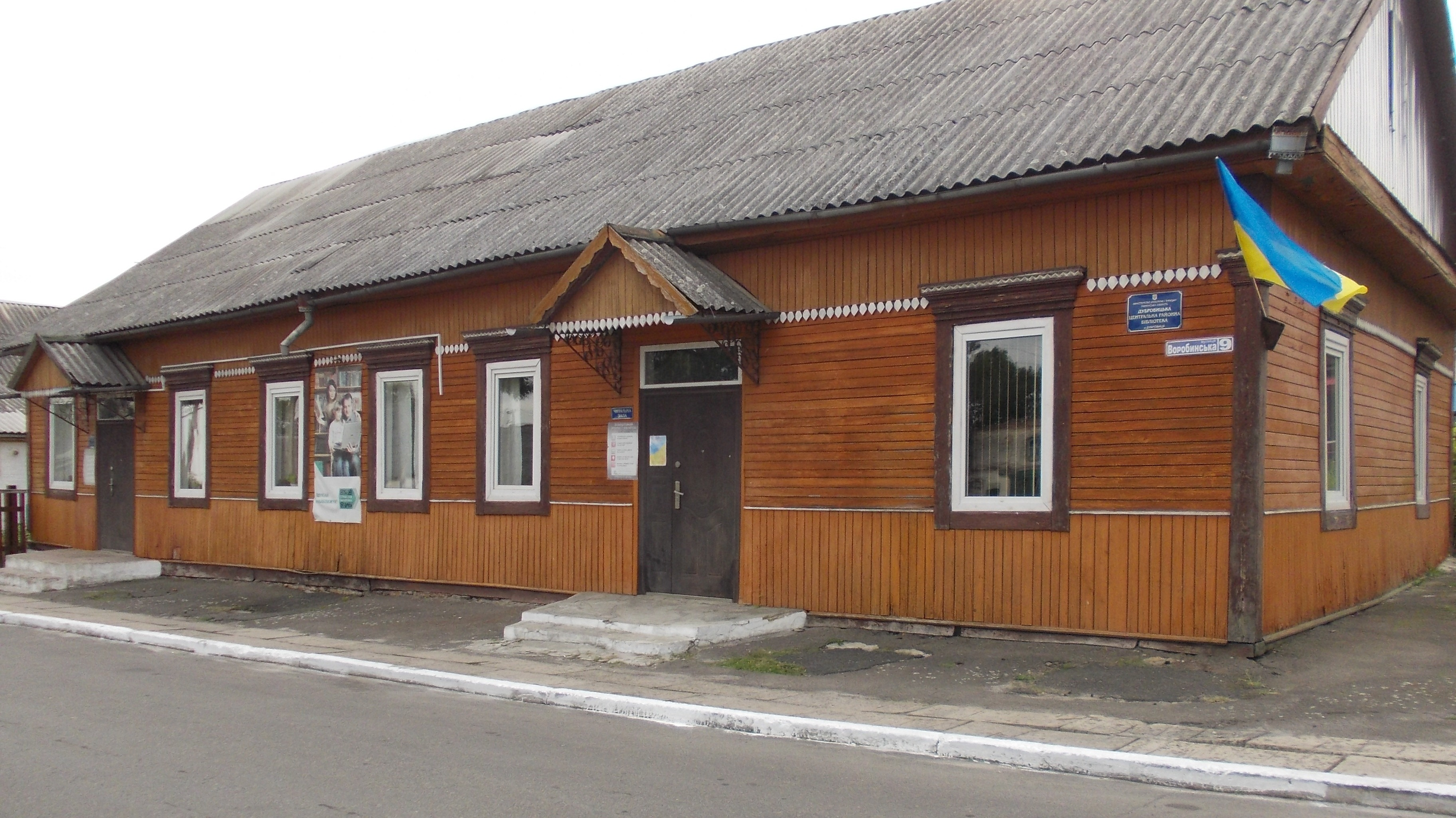
Центральна районна бібліотека

Два храми Дубровиці внесено до державного реєстру пам'яток історії і культури України: костел Іоанна Хрестителя (1695—1702 років) та церква Різдва Богородиці (1861 року). За радянського періоду обидві будівлі серйозно постраждали. На початку 1990-х років храми були відреставровані. Крім того, пам'яткою архітектури місцевого значення є Свято-Миколаївська церква (1872 рік). Пам'яткою архітектури є також городище XI—XIII століть.
У минулому неподалік Дубровиці розташовувався православний монастир святого Миколая, про який є письмова згадка 1580 року в акті поділу Марії Гольшанської. Монастир не зберігся, проте згадка про нього залишилася у назві урочища «Миколаївський монастир». Іншою втраченою пам'яткою культури є палац Плятерів, який існував до XX століття та в якому була велика бібліотека й архів. Палац Плятерів у Воробині зведений наприкінці XVIII століття, був прикрашений мармуровими колонами, барельєфами, скульптурами. Довкола палацу був розкішний парк зі штучними озерами. У 1860 році фонд бібліотеки власник палацу подарував Варшавській публічній бібліотеці. Також втраченими є сад поблизу колишнього палацу та замок, що припинив існувати до другої половини XIX століття.
У місті діють Дубровицький історико-етнографічний музей, центральна районна бібліотека та районна бібліотека для дітей, районний будинок культури, кінотеатр «Україна». Встановлено погруддя Тараса Шевченка, пам'ятники Анастасії Гольшанській, Юліанії Гольшанській, трудівникам міста, воїнам, які загинули під час Другої світової війни, загиблому радянському військовику О. П. Щанкіну, пам'ятний знак Героям Небесної сотні, меморіальна дошка загиблому українському воїну Федору Пляшку.

### Дубровицький історико-етнографічний музей

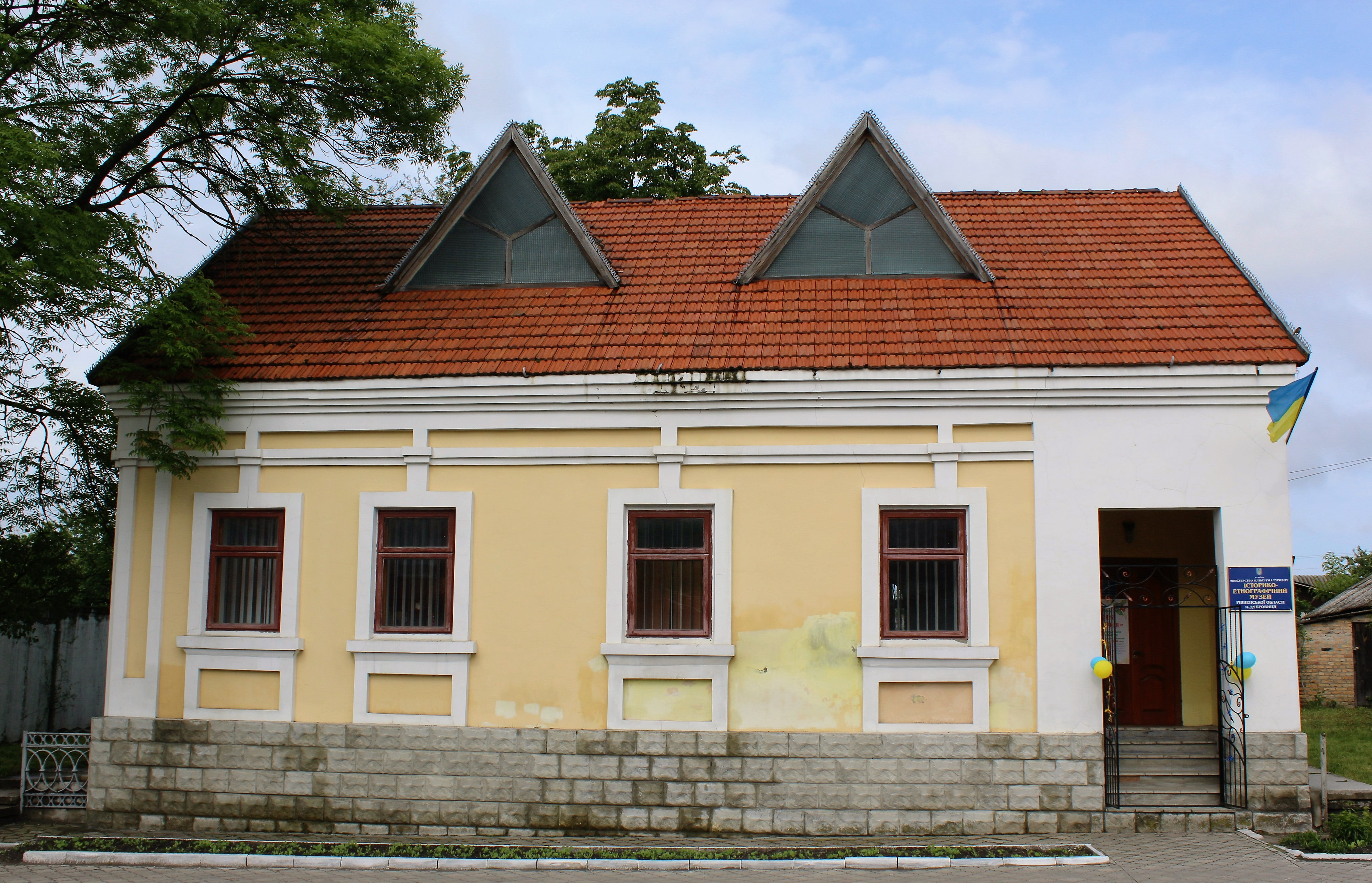
Історико-етнографічний музей

У 1957 році в Дубровиці на громадських засадах створений історико-краєзнавчий музей. У 1957—2005 роках діяв як «Музей збройного повстання 1917 року». Від 2005 — як «історико-краєзнавчий». З березня 2011 року рішенням сесії районної ради був затверджений статут «Дубровицького історико-етнографічного музею». Підпорядковується районному відділу культури. Експозиція музею побудована за хронологічним принципом і розміщується в 4-х залах. 5-й зал — виставковий. Серед експонатів — мистецькі твори гончаря Є. Кулика, майстрині народної творчості Уляни Кот; фотоматеріали про графів Плятерів, копії сторінок Пересопницького Євангелія тощо.

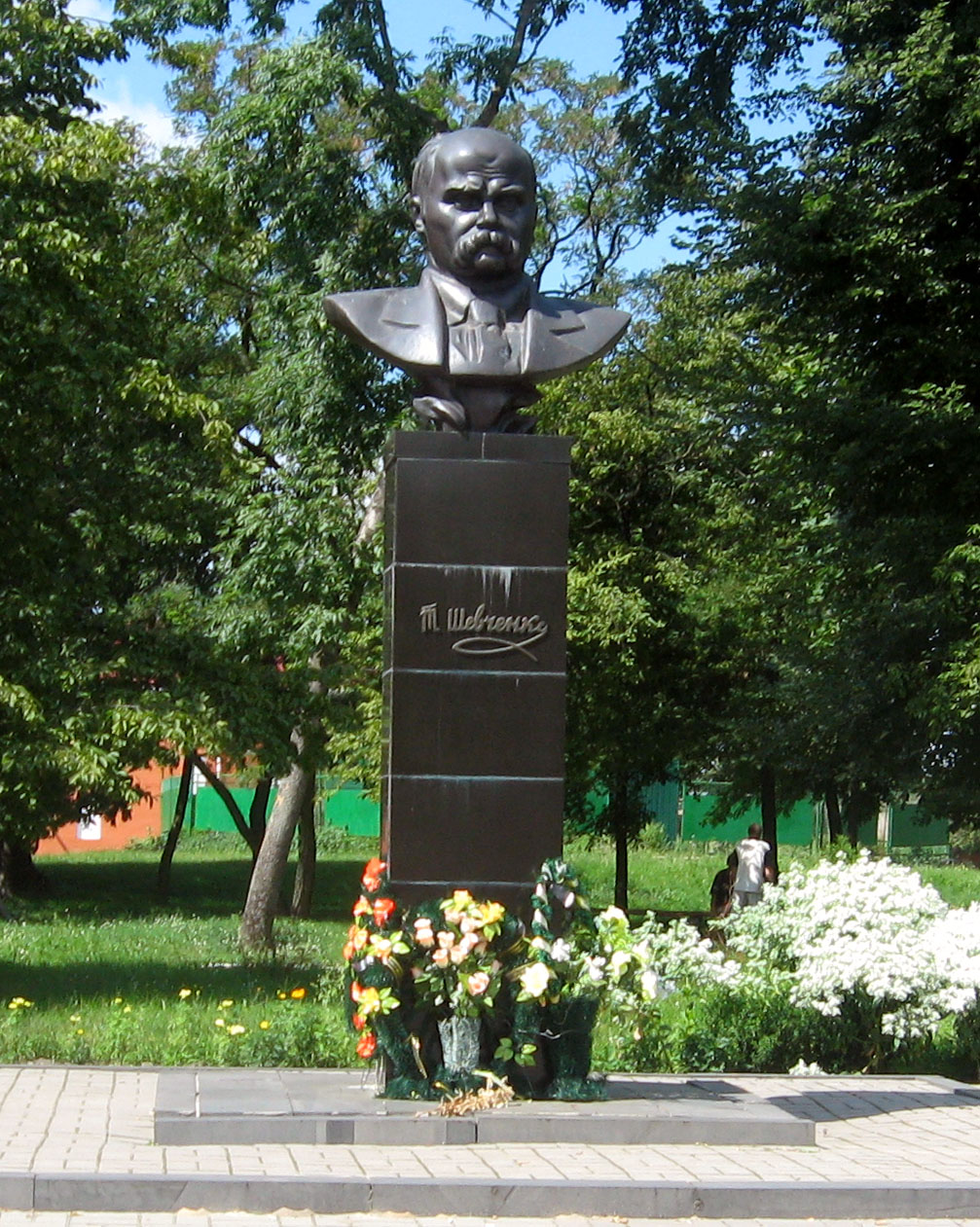
Пам'ятник Тарасові Шевченкові на Майдані Злагоди
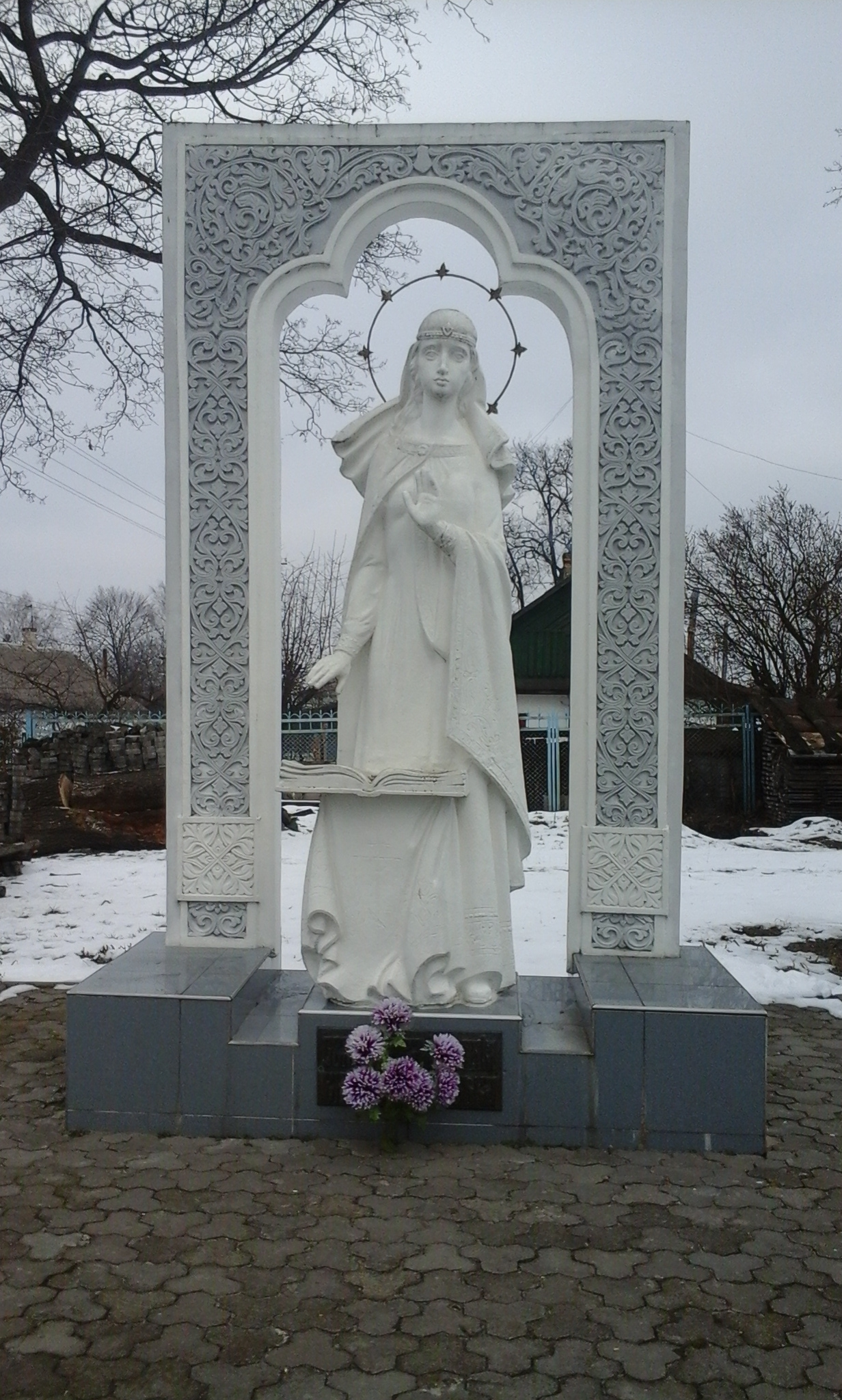
Пам'ятник Юліанії Гольшанській

## Релігія

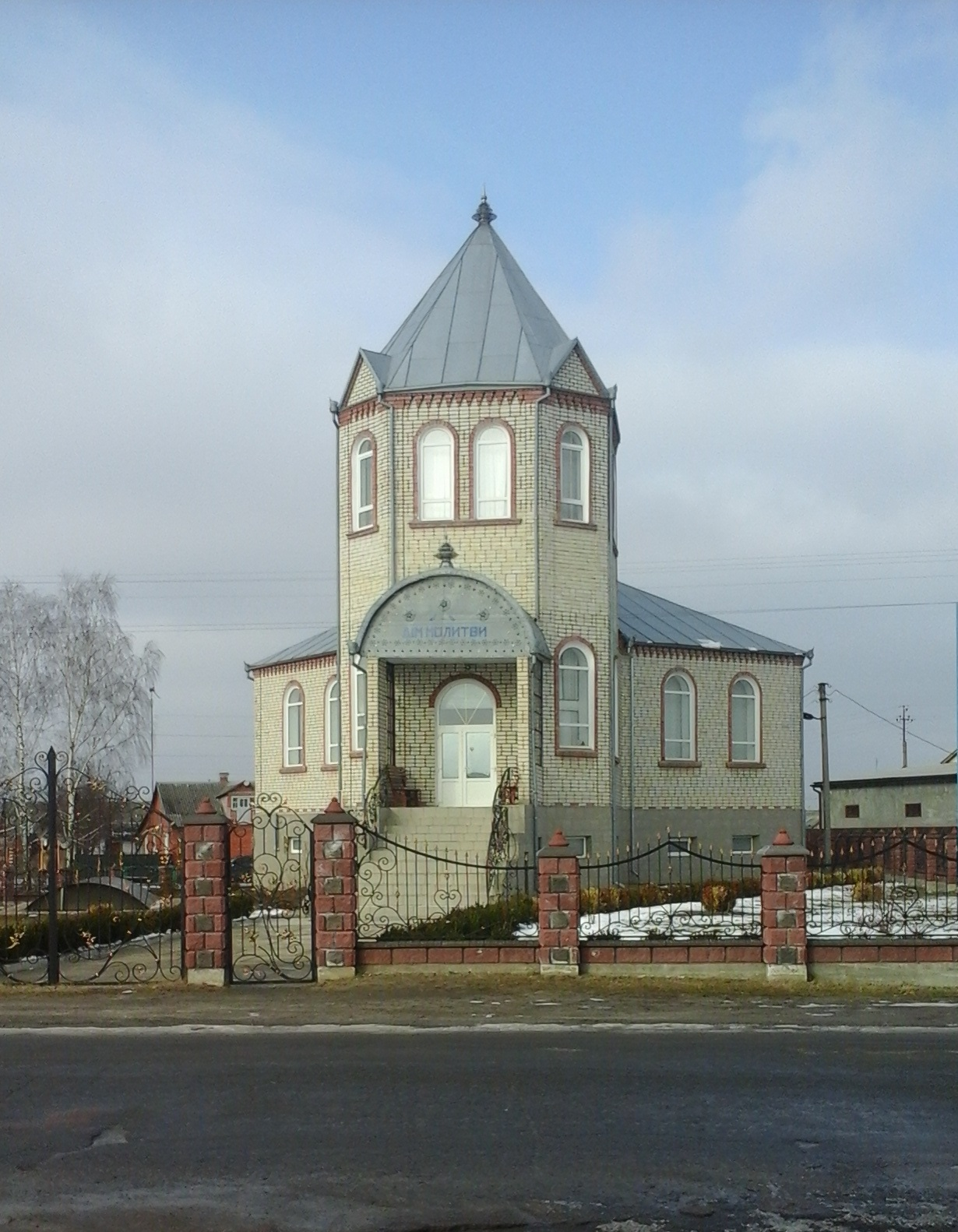
Дім молитви євангельських християн-баптистів

У Дубровиці функціонують громади декількох релігійних організацій: ПЦУ, УПЦ МП, РКЦ, ЄХБ, ХВЄ. Список конфесійних громад станом на 2011 рік:
| Релігійна громада парафії Йоанна Хрестителя Луцької дієцезії Римсько-Католицької Церкви | РКЦ            | 23 липня 1992   | 15  | Костел             | [ 225 ] |
| Релігійна громада Свято-Різдво-Богородичної церкви                                      | ПЦУ            | 25 вересня 1992 | 350 | Церква             | [ 226 ] |
| Релігійна громада Свято-Миколаївської парафії Сарненської єпархії УПЦ                   | УПЦ (МП) — РПЦ | 25 вересня 2008 | 400 | Церква             | [ 225 ] |
| Релігійна громада Свято-Іуліаніївської парафії Сарненської єпархії УПЦ — РПЦ            | УПЦ (МП)       | 6 жовтня 2000   | 10  | Церква             | [ 227 ] |
| Релігійна громада ХВЄ                                                                   | ХВЄ            | 1 лютого 1993   | 130 | Молитовний будинок | [ 224 ] |
| Релігійна громада ЄХБ                                                                   | ЄХБ            | 7 лютого 1994   | 120 | Молитовний будинок | [ 228 ] |
| — православні, — католицькі, — протестантські.                                          |                |                 |     |                    |         |

### Костел Іоанна Хрестителя

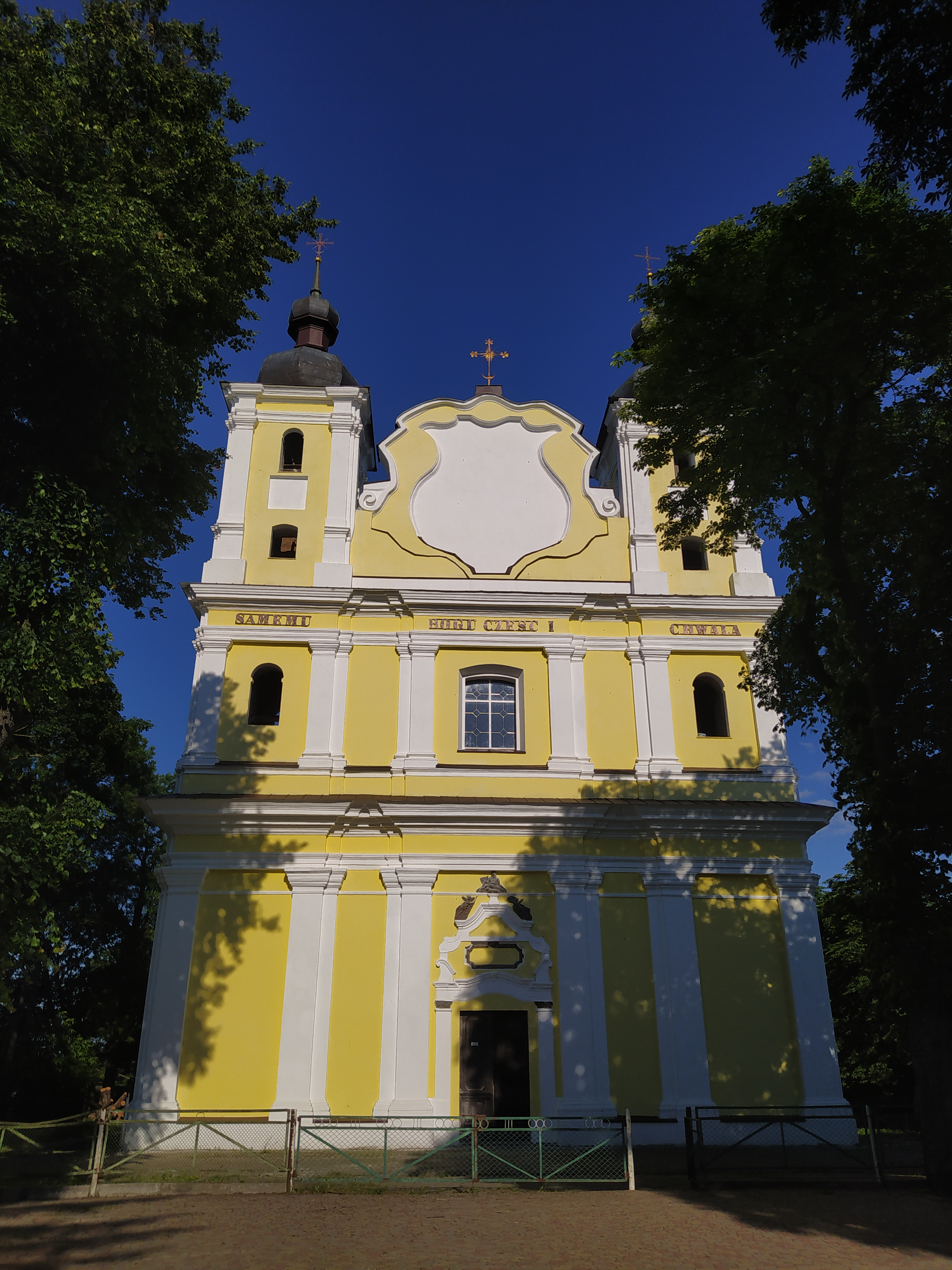
Костел Іоанна Хрестителя, 2021 рік

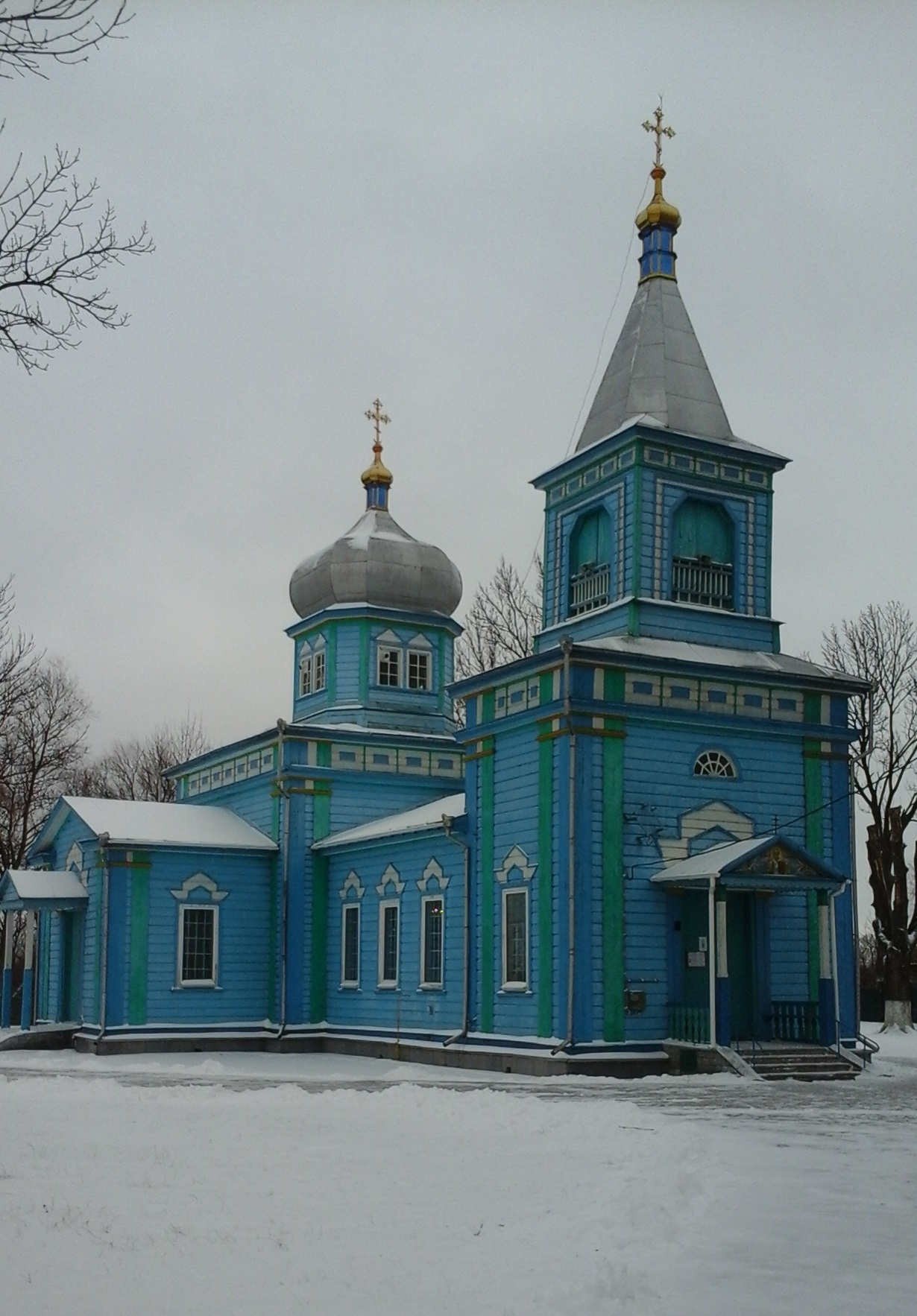
Свято-Миколаївська церква

Пам'ятка архітектури національного значення. Підпорядковується Луцькій дієцезії Римсько-католицької церкви.
Перший храм споруджений з дерева для ордену піарів коштом Яна Дольського у 1684 році. У 1709 році його спалили шведи, які поверталися після Полтавської битви. У 1695—1742 роках за підтримки ректора польського Університету мистецтв Казимира Пнєвського відбудований у стилі рококо вже мурований римо-католицький костел вівтарем на схід — кляштор піарів. У 1742 році костел консекрував єпископ Франциск Кобельський. 1832 року монастир ліквідований царською владою, храм перейшов до дієцезійного духовенства. 1938 року католицька парафія налічувала 1045 парафіян. За радянського періоду костел був закритий. На кладовищі існувала цегляна каплиця 1767 року, зруйнована після 1945 року за невідомих обставин.
У 1990—1991 роках храм відремонтували, був намір створити у ньому будинок культури. У листопаді 1992 року костел консекровано єпископом Маркіяном Трофим'яком. Ще одну реставрацію було проведено в 1999 році за ініціативи Центру Польського Культурного Спадку за межами країни. Богослужіння в храмі проводяться щонеділі.

### Церква Різдва Пресвятої Богородиці
Пам'ятка архітектури національного значення. Належить Православній церкві України. Збудована в 1861 році на кошти дубровицького графа Ігнатія Де-Броель Плятера. Трибанний мурований храм у стилі пізнього бароко. У радянський період у церкві був склад солі, були плани підірвати будівлю.

### Свято-Миколаївська церква
Пам'ятка архітектури місцевого значення. Підпорядковується Сарненській єпархії Української православної церкви (Московського патріархату). Збудована 1872 року на кошти парафіян. Дерев'яна церква на кам'яному фундаменті, крита жерстю. Біля церкви розташована дерев'яна дзвіниця.

## Освіта

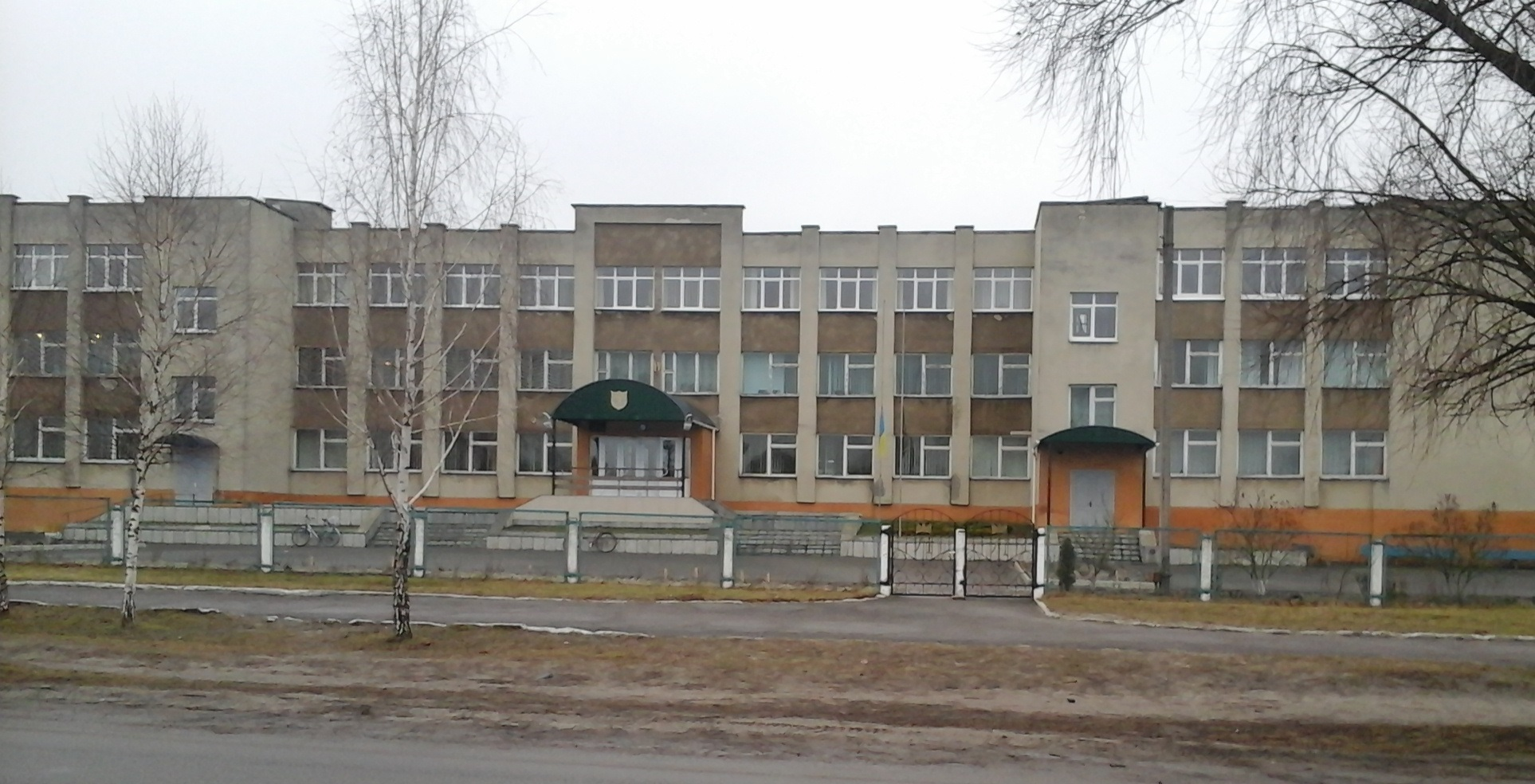
Дубровицький навчально-виховний комплекс «Ліцей школа I—II ступенів»

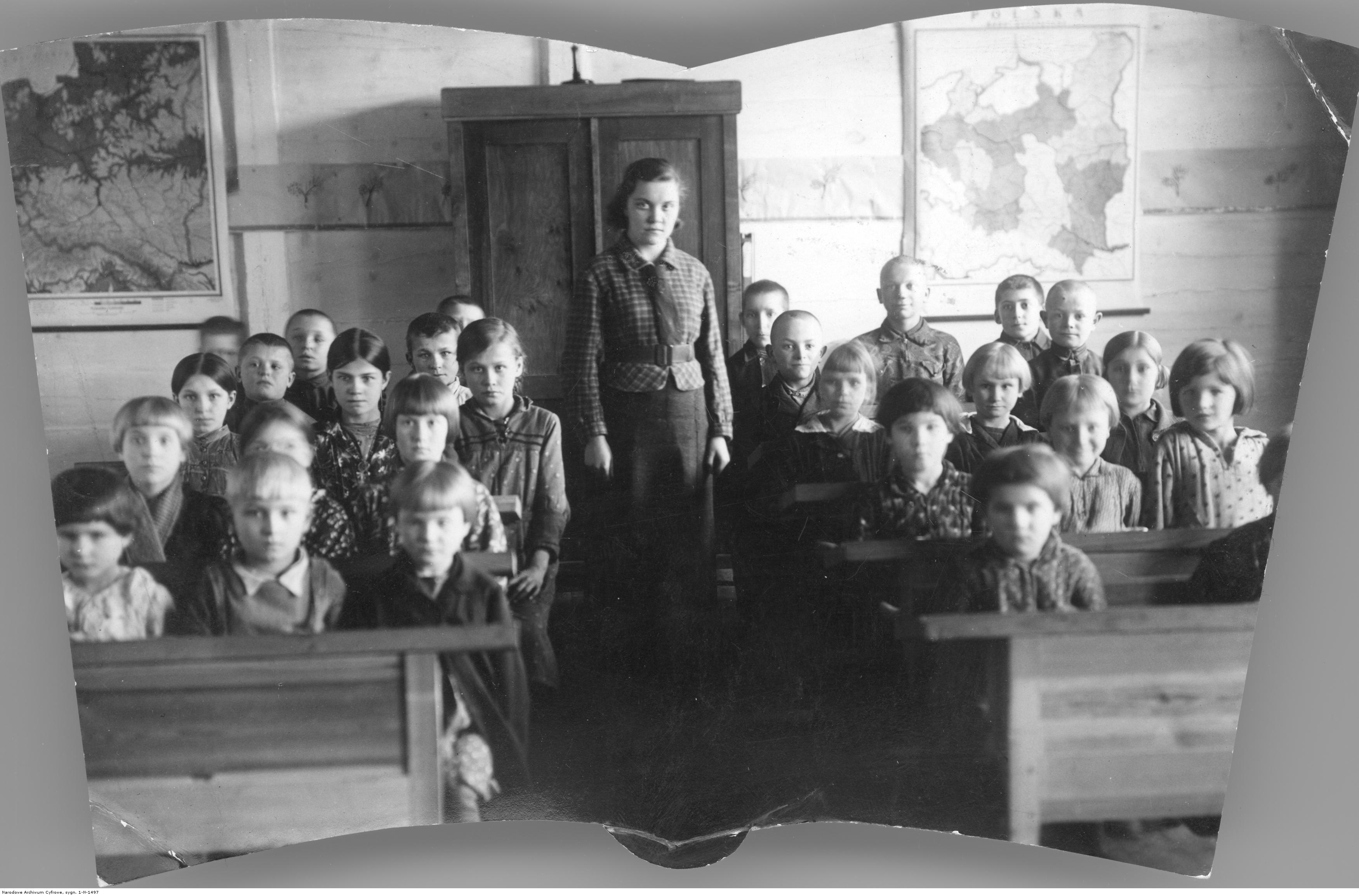
Урок в школі в Дубровиці, жовтень 1938 року

Станом на 2019 рік у місті діють три загальноосвітні школи, професійний ліцей, музична школа та дитячо-юнацька спортивна школа.

### Загальна освіта
Перший навчальний заклад у місті відкритий 1877 року (як однокласне училище), який 1900 року реорганізований на двокласний заклад. Під час входження Дубровиці до складу Польщі (1920—1939) у містечку діяла початкова школа з польською мовою викладання. Першу середню школу з українською мовою навчання відкрито 1940 року.
Загальноосвітні навчальні заклади:
- Дубровицька загальноосвітня школа I—III ступенів № 1[239][237]
- Дубровицька загальноосвітня школа I—III ступенів № 2[239][237]
- Дубровицький навчально-виховний комплекс «Ліцей школа I—II ступенів»[240][237]

### Дошкільна освіта
Дошкільна освіта міста представлена дитячими садками. У Дубровиці їх налічується три: № 1 «Теремок», № 4 «Малятко», № 5 «Світлячок».

### Професійно-технічна освіта
З 1968 року діє професійно-технічне училище. Офіційна сучасна назва — Професійний технічний навчальний заклад № 6 (Дубровицький професійний ліцей).

### Вища освіта
Єдиним закладом вищої освіти міста є приватний Дубровицький локальний центр дистанційного навчання Дубенської філії Відкритого Міжнародного університету розвитку людини «Україна».

## Спорт
У місті діє стадіон «Горинь» (кількість місць — 500) і плавальний басейн.

### Футбол

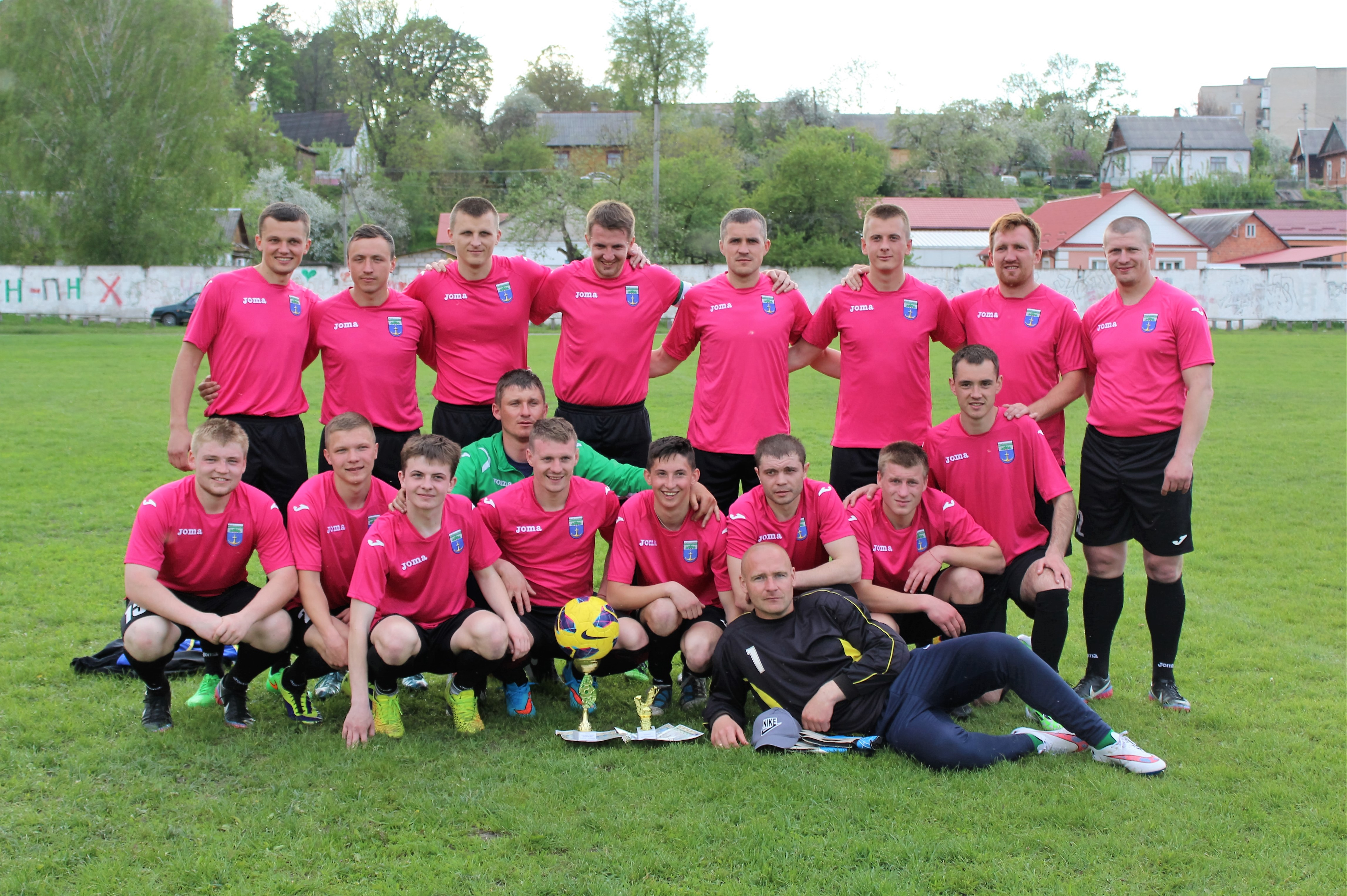
Футбольний клуб «Дубровиця»

Перша міська футбольна команда «Юнак» була заснована у 1930-х роках. Футбольні клуби міста двічі ставали чемпіонами (1962, 1968), двічі срібними призерами (1967, 1970) та тричі займали треті місця (1969, 1989, 2004) у Чемпіонаті Рівненської області з футболу (перша ліга).
Станом на 2019 рік в Дубровиці діє декілька футбольних клубів:
- Футбольний клуб «Лісівник», який станом на 2019 рік виступає в Першості Рівненської області з футболу (II ліга)[245].
- Футбольний клуб «Горинь»[246], який виступав у Першості Рівненської області з футболу (II ліга)[247].
- Футбольний клуб «Ветеран», який виступав у Чемпіонаті Рівненської області з футболу серед ветеранів[248].
- Футбольний клуб «Дубровиця», який станом на 2017 рік виступав у Чемпіонаті Дубровицького району з футболу (I ліга)[249]. Досягнення: чемпіон Кубку Дубровицького району «Пролісок-2016»[250].
- Футбольний клуб «Лісовод». У 2004 році посів третє місце в Чемпіонаті Рівненської області з футболу[251].

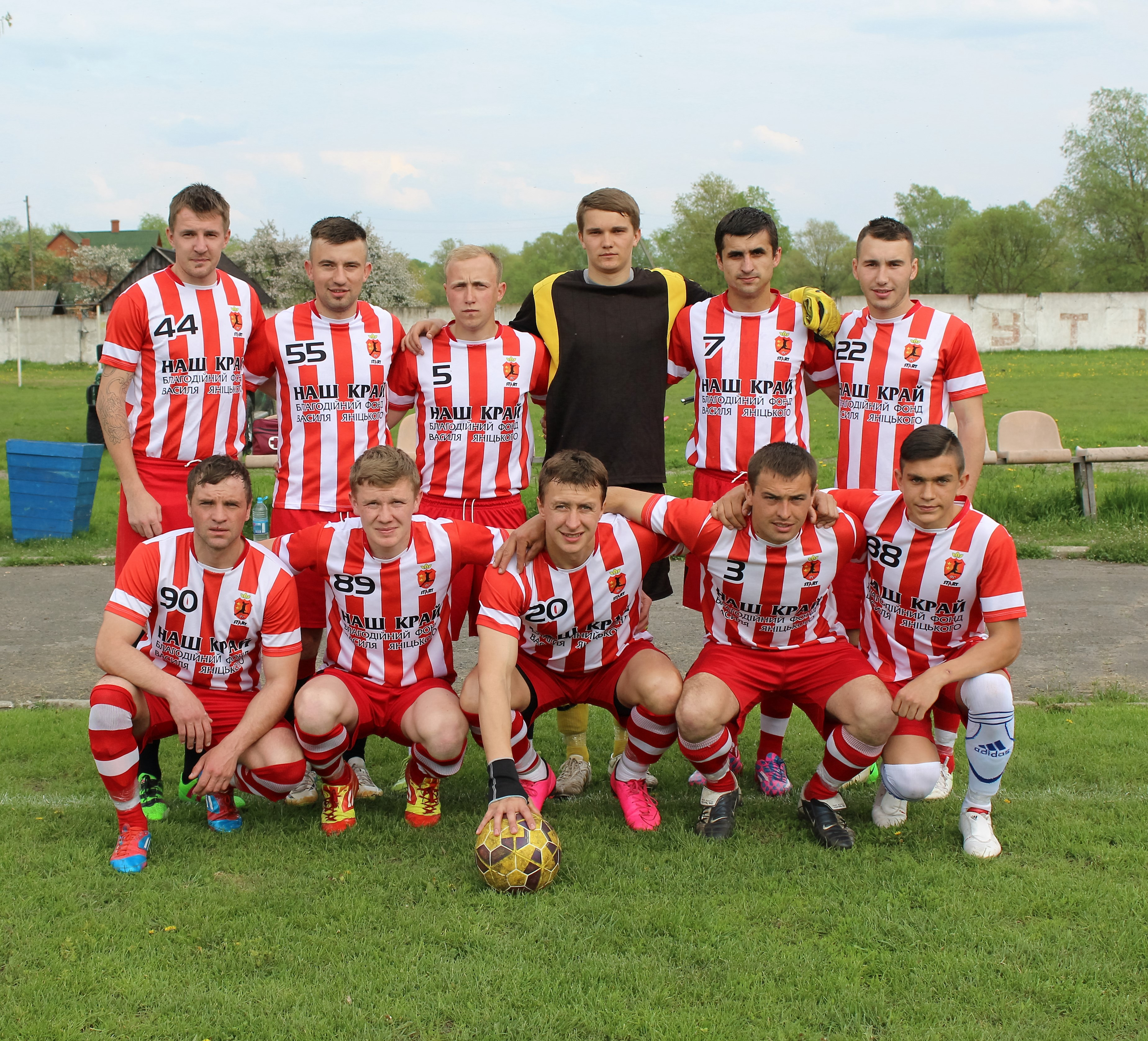
Футбольний клуб «Горинь»
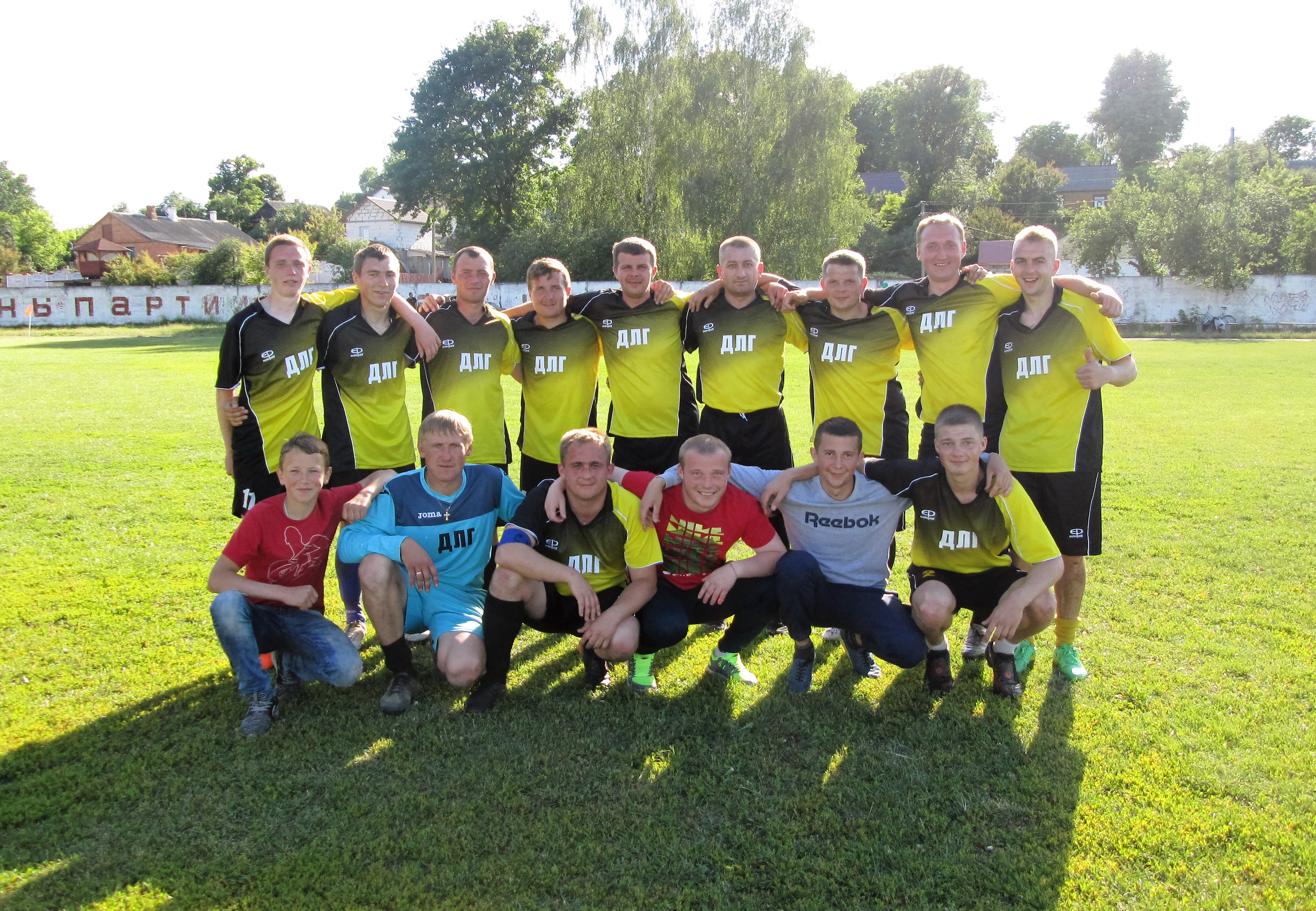
Футбольний клуб «Лісовод»
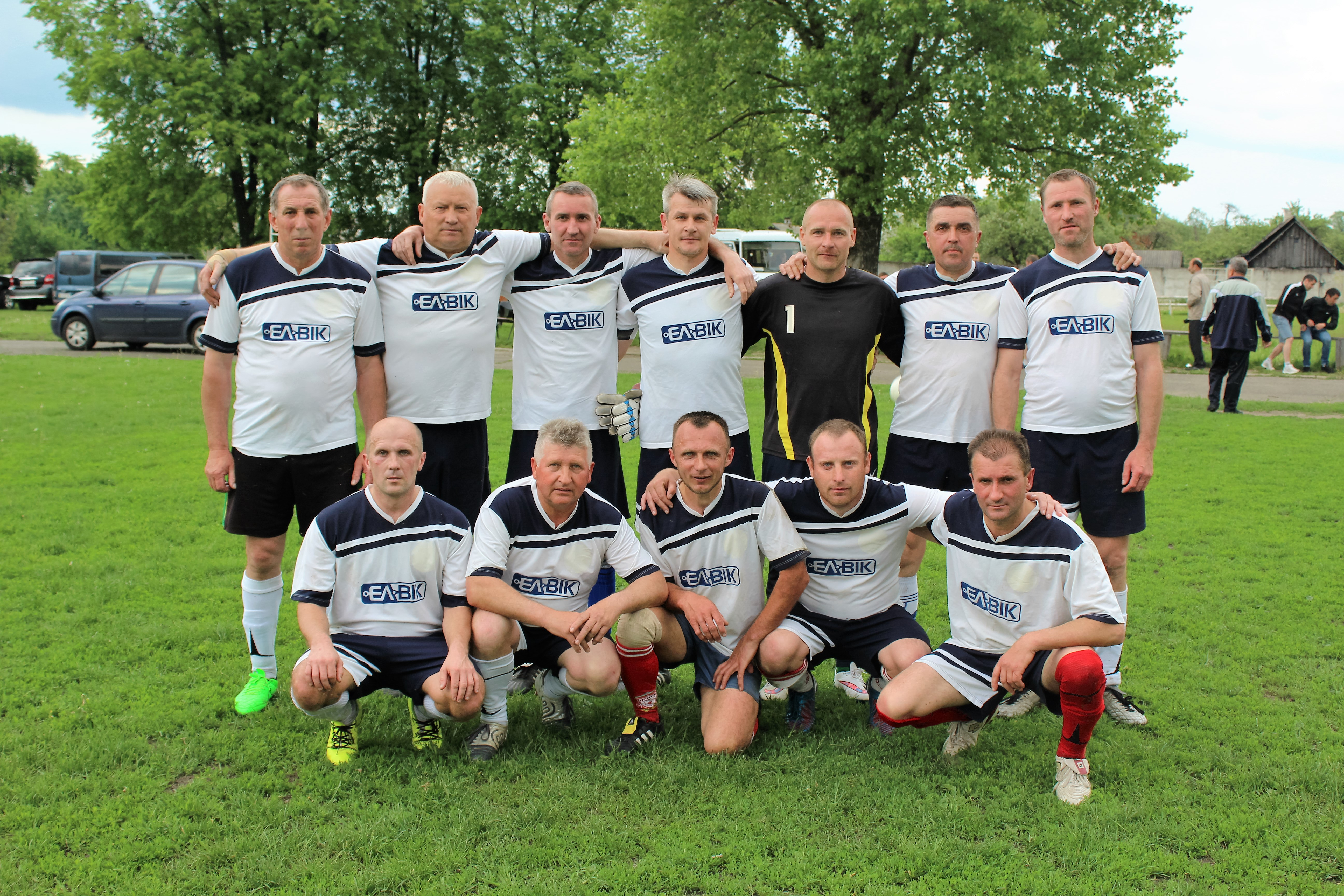
Футбольний клуб «Ветеран»

### Мотобол
Мотобольні клуби у Володимирці та Дубровиці з'явилися з ініціативи місцевого мотобольного ентузіаста Василя Коростеля. Цей вид спорту був досить популярним у регіоні. Володимирецька мотобольна команда «Полісся» і дубровицький «Маяк» зіграли 30 серпня 1964 року в Білорусі перший показовий матч, що закінчився з рахунком 2:0 на користь володимирчан. Дубровицька мотобольна команда «Маяк» стала володарем золотих медалей чемпіонату УРСР 1967 року. У Дубровиці продовжуються проводитися щорічні міжнародні мотобольні турніри, зокрема, присвячені пам'яті Василя Коростеля.

## Промисловість
Місто має розвинений промисловий потенціал, розгалужену транспортну та соціальну інфраструктуру. У Дубровиці діють такі підприємства:
Державні:
- ДП «Дубровицьке лісове господарство»[256][257][13]. Промислове підприємство[257];
- КП «Теплосервіс»[258]. Промислове підприємство[258];
- ДП Спеціалізоване лісогосподарське агропромислове підприємство «Дубровицький держспецлісгосп»[259];
- КП «Міськводоканал»[260];
- КП «Будинкоуправління»[261].

Приватні:
- ДочП «Ритм»[256][262]. Промислове підприємство[262];
- ПАТ «Дубровицький завод „Металіст“»[262][13]. Промислове підприємство[262];
- ТОВ «Дубровицький завод продтоварів»[263]. Промислове підприємство[263];
- ТОВ «Дубровицька деревообробна компанія»[256][264]. Промислове підприємство[264];
- ТОВ «Полісся-Продукт»[13];
- ТОВ «Дубровицький комплекс „Віпос“»[265];
- ТОВ «Дубровицямолоко»[265];
- ТОВ «Дубробуд»[266];
- ТОВ Агрофірма «Рекорд»[256];
- ВАТ «Дубровицький завод зварювальних матеріалів „Іскра“»[13];
- ВАТ «Україна» (лісопильне виробництво)[13];
- Підприємство райспоживспілки «Дубровицьке районне заготівельно-виробниче об'єднання»[267]. Промислове підприємство[267];
- Підприємство райспоживспілки «Дубровицьке об'єднання підприємств громадського харчування»[268];
- Кооперативне підприємство «Дубровицьке гуртово-роздрібне підприємство» Рівненської обласної спілки споживчих товариств[269];
- Колективне підприємство «Побутсервіс»[270];
- Спільне підприємство Дубровицький кооперативний універмаг[271];
- Дубровицька районна спілка споживчих товариств[272];
- Дубровицьке комунальне підприємство «Ринок»[273];
- Приватне підприємство «Астра-захід»[274];
- Приватна фірма «Консоль»[275].

## Інфраструктура
У Дубровиці розташовано 3 поштові відділення. Передачу та постачання електроенергії для міста здійснює ПАТ «Рівнеобленерго». Діють центральна районна лікарня і розташована неподалік від неї поліклініка, а також 6 аптек, стоматологічна поліклініка, дитяча консультація, станція швидкої медичної допомоги, санітарно-епідеміологічна станція, ветеринарна лікарня. Місто має відділення чотирьох банків, готель, ринок та 12 закладів громадського харчування. Серед зон відпочинку — 2 парки («Молодіжний» і «Шевченківський») і 5 скверів («Центральний» та інші), 2 дитячі й 1 спортивний майданчики. У місті розташовані 5 установ правоохоронних органів, дві військові частини та районний суд.
Комунальні служби та підприємства міста:
- КП «Будинкоуправління»[286];
- КП «Ринок»[287][273];
- КП «Міськводоканал»[288];
- КП «Готель „Дружба“»[289];
- КП «Міське бюро технічної інвентаризації»[290];
- КП «Теплосервіс»[258].

Присутні залізнична станція та автовокзал, у минулому було авіаційне сполучення. 1991 року в місті було розпочате будівництво полігону для нагромадження побутових відходів, яке зрештою було припинене через брак коштів. У 1994 році об'єм вивезених твердих побутових відходів комунальною службою міста становив 1,1 тис. м³, тодішня площа полігону — 1,9 га. Станом на 1994 рік водозабір становив 2,10 тис. м³/добу з 8,0 тис. м³/добу затверджених запасів, споживання станом на 2000 рік — 30,7 тис. м³/добу.

## Засоби масової інформації

### Радіомовлення
У січні 1998 року зареєстровано Дубровицьку районну студію телебачення. Будівництво дубровицької телевежі завершено у вересні 2001 року. Висота вежі — 110 м. З цього міста радіомовлення можна приймати і у Сарнах. Станом на 2019 рік на території міста в межах радіочастот FM-діапазону своє мовлення проводять 5 всеукраїнських та регіональних радіостанцій:
| №п/п | Частота, МГц | Назва                                                       | Потужність, кВт | Адреса вежі         | Передавач |
| ---- | ------------ | ----------------------------------------------------------- | --------------- | ------------------- | --------- |
| 1    | 99,5         | «Радіо Промінь»                                             | 0,2             | вул. Залізнична 7-І | РФКРРТ    |
| 2    | 105,3        | «Радіо Культура»                                            | 1               | вул. Залізнична 7-І | РФКРРТ    |
| 3    | 106,6        | «Українське радіо» / «Радіо „Рівне-FM“» / «Радіо „Полісся“» | 0,5             | вул. Залізнична 7-І | РФКРРТ    |
| 4    | 107,5        | Стильне радіо «Перець FM»                                   | 1               | вул. Залізнична 7-І | РФКРРТ    |
| 5    | 107,9        | «Армія FM»                                                  | 0,1             | вул. Залізнична 7-І | РФКРРТ    |

Крім того, з 2004 року діє «Радіо Дубровиця», яке було засноване і фінансується Дубровицькою районною радою.

### Друковані ЗМІ
Серед друкованих видань найпопулярнішими є «Дубровицький вісник», «Рівненська газета», «Вільне слово». «Дубровицький вісник» — районний громадсько-політичний тижневик, який друкується українською мовою в Дубровиці. Заснований у жовтні 1993 районною радою, 1997 року до її співзасновників долучилася районна державна адміністрація. Наклад становить 3,2-4 тис. примірників. Основна тематика: соціальний захист, сільське господарство, спорт, промисловість. Періодично друкують тематичні сторінки: «Паросток», «Бурштиновий край», «Гніздечко», «Селянська доля», «Людина і природа», «Калина», «Закон і право», тощо. Головний редактор — Л. Родіна (від 1999).

## Особистості

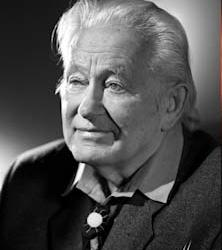
Георгій Харпак

### Народилися
- Максим Абрамович (1994—2021) — старший сержант Збройних сил України, учасник російсько-української війни.
- Леся Алексієвець (нар. 1976) — українська історикиня, педагогиня.
- Марія Алексієвець (нар. 1947) — український біологиня, екологиня, педагогиня.
- Микола Алексієвець (нар. 1941) — український вчений-історик, педагог.
- Дмитро Булачок (нар. 1990) — солдат Збройних сил України, учасник війни на сході України.
- Тетяна Каспрук (нар. 1959) — українська актриса, народна артистка України.
- Юрій Колесник (1994—2017) — старший солдат Збройних сил України, учасник російсько-української війни.
- Михайло Конончук (1937—1977) — український художник.
- Федір Корнілов (1809—1895) — державний діяч Російської імперії, Московський цивільний губернатор, керуючий справами комітету міністрів.
- Андрій Кошурко (1991—2022) — майор служби цивільного захисту Державної служби України з надзвичайних ситуацій, учасник російсько-української війни, що загинув у ході російського вторгнення в Україну в 2022 році.
- Софія Лихова (нар. 1957) — український правознавець, доктор юридичних наук[299].
- Микола Ляхович (нар. 1976) — український громадський діяч, політв'язень.
- Микола Мартинчук[ru] (1897—1963) — радянський військовий діяч, генерал-лейтенант.
- Ярослав Мельник (нар. 1980) — керівник департаменту Адміністрації Президента України, надзвичайний і повноважний посол України.
- Назарець Віталій Миколайович (* 1965) — літературознавець; доктор філологічних наук, професор.
- Шимен Сандлер (1914—2001) — радянський лінгвіст та педагог, автор робіт з методики викладання германських мов (їдиш та німецької).
- Олекса Триліський (1892—1937) — діяч боротьбистської партії, з 1920 року член КП(б)У.
- Георгій Харпак (Жорж Шарпак) (1924—2010) — лауреат Нобелівської премії 1992 року з фізики, жив у Франції.
- Лідія Шевело (Худаш) (1927—2017) — українська поетеса, етнограф, літературознавець.
- Василь Чура (нар. 1968) — український історик, доктор історичних наук.

### Пов'язані з містом

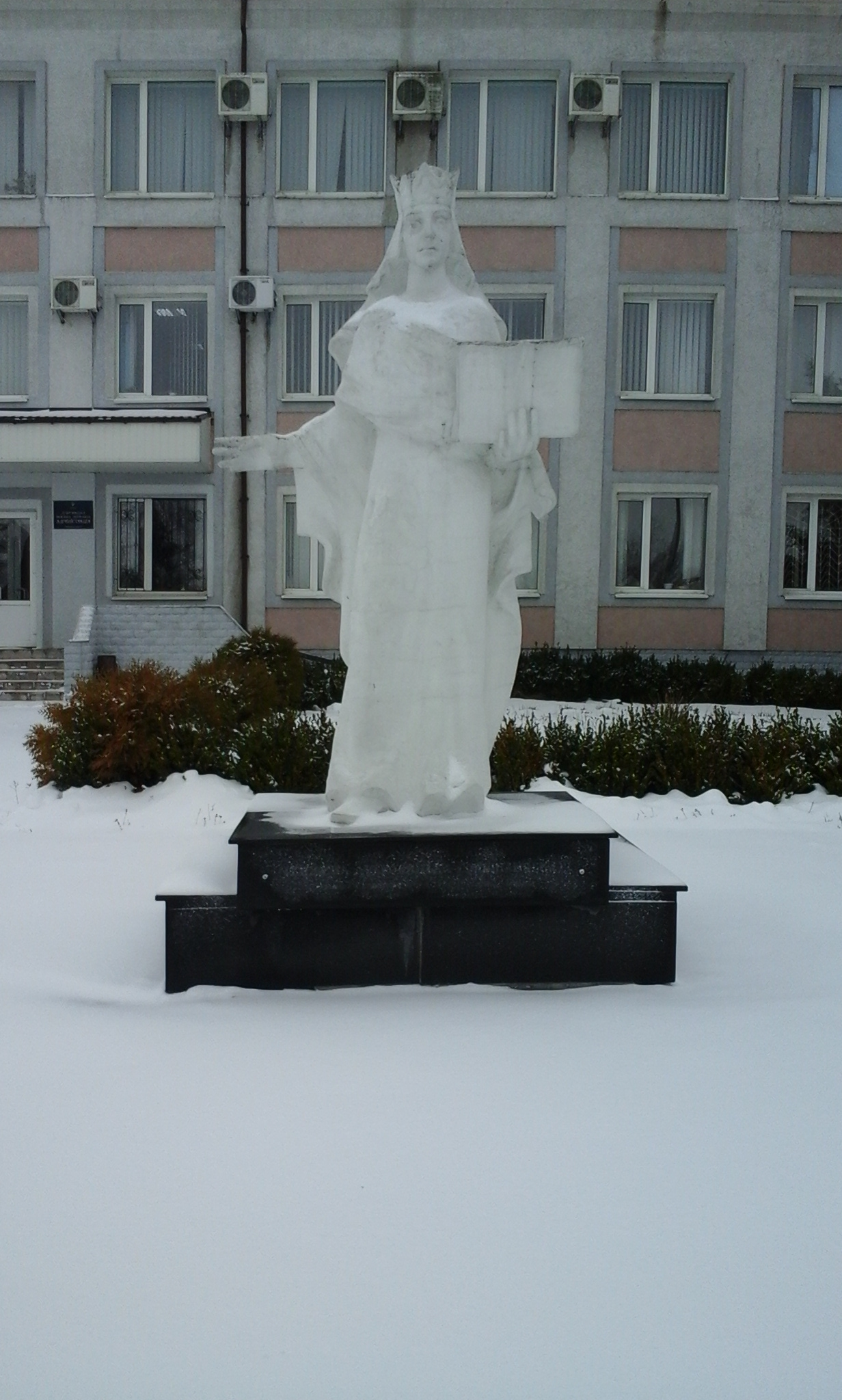
Пам'ятник Анастасії Заславській в Дубровиці

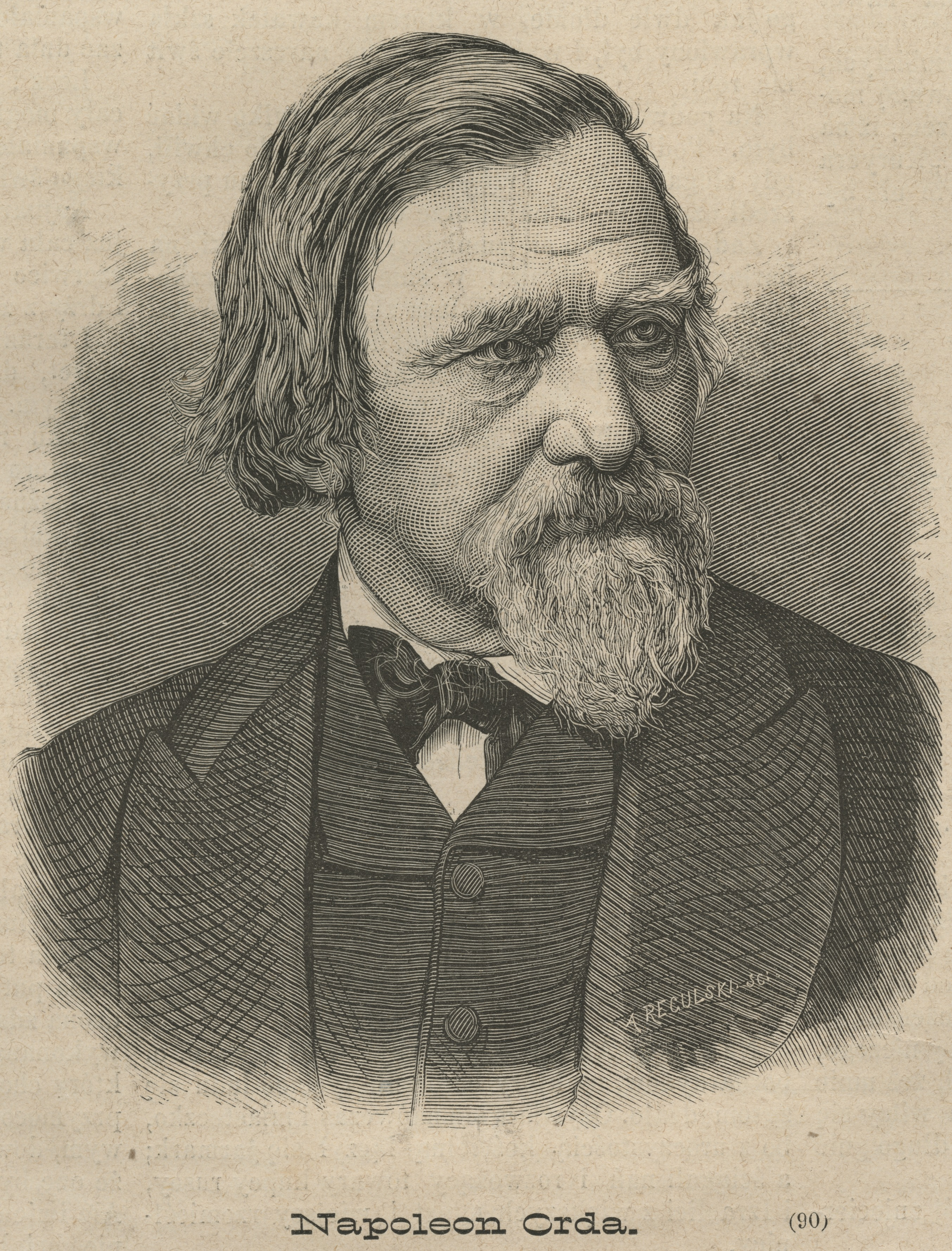
Наполеон Орда

- Степан Артеменко (1913—1977) — радянський військовик, двічі Герой Радянського Союзу, командир 447 полку 397-ї стрілецької дивізії, який у січні 1944 року став передовою радянською частиною на території Дубровицького району[300]. Почесний громадянин Дубровиці, його іменем названа вулиця в місті[300].
- Теодозія Бриж (1929—1999) — українська скульпторка, заслужена художниця України.
- Станіслав Віткевич (1885—1939) — польський художник, фотограф, письменник та філософ, теоретик мистецтва. Останні дні свого життя провів неподалік Дубровиці, у селі Великі Озера.
- Ципріан Годебський (1765—1809) — польський поет, перекладач, публіцист, військовий діяч, навчався в колегіумі піарів у Дубровиці[64].
- Лукаш Голембіовський (1773—1849) — учасник повстання під проводом Костюшка, один з перших польських етнографів, історик, бібліотекар. Навчався в дубровицькій школі піарів[64].
- Юліанія Гольшанська (пом. бл. 1540) — княжна, православна свята, вважається покровителькою міста[176].
- Галина Гордасевич (1935—2001) — українська поетеса, член Спілки письменників України, співзасновниця Донецького Товариства української мови та Донецького Крайового Руху. Проживала в Дубровиці.
- Леонід Гордасевич (1912—1990) — священник, духівник УПА, український громадський діяч, в'язень сумління, переслідуваний польською, радянською та німецькою владами[105]. Навчався в Дубровиці.
- Ян Дольський (1637—1695) — маршалок Великого князівства Литовського, один з фундаторів відбудови костелу св. Іоанна Хрестителя.
- Олександр Костюк (нар. 1949) — народний депутат України I скликання, лікар, почесний громадянин Дубровиці[53].
- Надія Дурова (1783—1866) — перша в Російській імперії жінка-офіцер («кавалерист-дівиця»), письменниця, проходила службу в Литовському уланському полку[ru], розквартированому у Дубровиці.
- Анастасія Заславська (пом. 1561) — княгиня, фундаторка Пересопницького Євангелія.
- Андрій Курбський (бл. 1528—1583) — князь династії Рюриковичів, московський боярин, воєвода, володів містом у XVI столітті.
- Наполеон Орда (1807—1883) — польський та білоруський літератор, композитор, художник.
- Федір Пляшко (1966—2017) — солдат Збройних сил України, учасник російсько-української війни, проживав і був похований у Дубровиці.
- Василь Попенко (1934—2008) — український поет, публіцист, педагог, краєзнавець[176].
- Петро Степанюк (1927—1991) — український фольклорист, музикант.
- Алоїз Фелінський (1771—1820) — польський поет та драматург, громадський і політичний діяч, навчався в колегіумі піарів у Дубровиці[64].
- Володимир Ящук (нар. 1951) — рівненський краєзнавець, поет.

## Міста-побратими
- Новогард, Польща (від 16.09.2009)[8]

#### Книги
- Дубровиця // Географічна енциклопедія України : [у 3 т.] / редкол.: О. М. Маринич (відповід. ред.) та ін. — К. : «Українська Радянська Енциклопедія» імені М. П. Бажана, 1989. — Т. 1 : А — Ж. — С. 373. — 416 с. — 33 000 екз. — ISBN 5-88500-005-0.
- Годунко В. С. Дубровиця // Енциклопедія сучасної України / ред. кол.: І. М. Дзюба [та ін.] ; НАН України, НТШ. — К. : Інститут енциклопедичних досліджень НАН України, 2008. — Т. 8 : Дл — Дя. — 716 с. — ISBN 978-966-02-4458-0.
- Головко В. В. Дубровиця // Енциклопедія історії України : у 10 т. / редкол.: В. А. Смолій (голова) та ін. ; Інститут історії України НАН України. — К. : Наукова думка, 2004. — Т. 2 : Г — Д. — 518 с. : іл. — ISBN 966-00-0405-2.
- Дубровиця // Універсальний словник-енциклопедія. — 4-те вид. — К. : Теза, 2006. — С. 416.
- Цинкаловський О. Дубровиця // Стара Волинь і Волинське Полісся. Краєзнавчий словник — від найдавніших часів до 1914 року. — Вінніпег : Накладом Товариства «Волинь», 1984. — Т. 1 : А — К. — С. 378.
- Дубровиця // Енциклопедія українознавства. Словникова частина. — Париж, Нью-Йорк, 1957. — Т. 2: Голинський Петро – Зернов. — С. 602.

- Дубровиця // Українська загальна енцикльопедія : Книга знання : в 3 т. / за ред. І. Раковського. — Львів ; Станиславів ; Коломия : Рідна школа, 1930. — Т. 1 : А – Ж. — С. 1160-1161. — 676 с.
- Дубровиці — 1000 років: збірник матеріалів науково-краєзнавчої конференції. — Рівне : Перспектива, 2005. — 148 с.

- Степанов Л. С. Дубровиця // Історія міст і сіл Української РСР. Ровенська область. — К. : Головна редакція УРЕ АН УРСР, 1973. — С. 259—269. — 15 000 прим.
- Дубровиця // Українська радянська енциклопедія : у 12 т. / гол. ред. М. П. Бажан ; редкол.: О. К. Антонов та ін. — 2-ге вид. — К. : Головна редакція УРЕ, 1979. — Т. 3 : Гердан — Електрографія. — С. 489-490.
- Дубровиця // Радянська енциклопедія історії України. — К. : Головна редакція УРЕ, 1970. — Т. 2 : Державін — лестригони. — 606 с.
- Янко М. Т. Топонімічний словник України. — К. : Знання, 1998. — С. 129.

- Коротун І. М., Коротун Л. К. Географія Рівненської області в 3-х частинах. — Рівне, 1996. — 274 с.

- Нестеренко О. О. Розвиток промисловості на Україні. — ЦДІА СРСР. — С. 246.

- Коваль А. П. Знайомі незнайомці: Походження назв поселень України. — Київ : Либідь, 2001. — С. 74.

- Кругляк Ю. М. Ім'я вашого міста : Походження назв міст і селищ міського типу Української РСР. — К. : Наукова думка, 1978. — 152 с.
- Етимологічний словник літописних географічних назв Південної Русі / Відп. ред. О.С.Стрижак. — К. : Наукова думка, 1985. — 256 с.

- Гречило А. Б., Терлецький Ю. П. Герби та прапори міст і сіл Рівненської області. — К., Львів, Рівне, 2002. — С. 31-32. — ISBN 9660204078.

- Стрибулевич Л. Ф. Дубровицький вісник // Енциклопедія сучасної України / ред. кол.: І. М. Дзюба [та ін.] ; НАН України, НТШ. — К. : Інститут енциклопедичних досліджень НАН України, 2008. — Т. 8 : Дл — Дя. — 716 с. — ISBN 978-966-02-4458-0.
- Стрибулевич Л. Ф. Дубровицький історико-етнографічний музей // Енциклопедія сучасної України / ред. кол.: І. М. Дзюба [та ін.] ; НАН України, НТШ. — К. : Інститут енциклопедичних досліджень НАН України, 2008. — Т. 8 : Дл — Дя. — 716 с. — ISBN 978-966-02-4458-0.
- Прищепа Б. А. Погоринські міста в Х-XIII ст. — Рівне : ПП Дятлик М, 2016. — 297 с. — ISBN 978-617-515-195-2.

- Дерев'янкін Т. І. Мануфактура на Україні в кінці XVIII — першій половині XIX ст. — 1960. — С. 104, 107.

- Володимир Сергійчук. Тарас Бульба-Боровець. Документи. Статті. Листи. — К. : ПП Сергійчук М. І, 2011. — С. 416—423. — ISBN 978-966-2911-36-7.

- Грынявецкі В. Дубровіца // Вялікае княства Літоўскае: Энцыклапедыя. У 3 т. / рэд. Г. П. Пашкоў і інш. Т. 1: Абаленскі—Кадэнцыя. — Мінск : Беларуская Энцыклапедыя, 2005. — С. 607. (біл.)

- Spector, Shmuel (1986). Shoat yehudei Vohlin. Jerusalem. с. 49—50. (англ.)

- Dąbrowica, miasteczko // Słownik geograficzny Królestwa Polskiego. — Warszawa : Druk «Wieku», 1880. — Т. I. — S. 931. (пол.)
- Władysław Siemaszko[pl], Ewa Siemaszko[pl]. Ludobójstwo dokonane przez nacjonalistów ukraińskich na ludności polskiej Wołynia 1939—1945. — Warszawa, 2000. — С. 752. — ISBN 83-87689-34-3. (пол.)

- Теодорович Н. И. Историко-статистическое описание церквей и приходов Волынской епархии. — Почаев : Тип. Почаево-Успенской Лавры, 1889. — Т. 2. — С. 595-613. (рос. дореф.)

- Сас П. М. Феодальные города Украины в конце XV — 60-х годах XVI в. — К. : Наук. думка, 1989. — 232 с. (рос.)

- Сендулский А. Мѣстечко Домбровица, Ровенскаго узда // Волынские епархиальные ведомости № 9. — 1882. — С. 229–241. (рос. дореф.)

- Антонович В. Б. Археологическая карта Волынской губернии. — Москва : типография Г.Лиснера и А.Гешеля, 1900. — С. 46. (рос.)

- Жучкевич В. А.[be]. Краткий топонимический словарь Белоруссии. — Минск : Изд-во БГУ, 1974. — С. 112. (рос.)

- Дубровица // Большой энциклопедический словарь / А. М. Прохоров. — Москва : «Большая Российская энциклопедия», 2001. — Т. 2. (рос.)

- Дубровица // Большая российская энциклопедия : [в 36 т.] / председ. ред. кол. Ю. С. Осипов, отв. ред. С. Л. Кравец. — М. : Науч. изд-во «БРЭ», 2007. — Т. 9. Динамика атмосферы — Железнодорожный узел. — С. 388. — ISBN 978-5-85270-339-2. (рос.)
- Дубровица // Российская еврейская энциклопедия. — Российская академия естественных наук, 1994. (рос.)

- Домбровица, местечко Волынской губернии // Энциклопедический словарь Брокгауза и Ефрона : в 86 т. (82 т. и 4 доп. т.). — СПб., 1890—1907. (рос. дореф.)
- Дубровица // Большая советская энциклопедия : в 30 т. / главн. ред. А. М. Прохоров. — 3-е изд. — М. : «Советская энциклопедия», 1969—1978. (рос.)
- Дубровица // Большая советская энциклопедия : [в 51 т.] / гл. ред. Б. А. Введенский. — 2-е изд. — М. : Советская энциклопедия, 1952. — Т. 15 : Докеры — Железняков. — С. 261. (рос.)
- Домбровица // Новый энциклопедический словарь / Под общ. ред. акад. К. К. Арсеньева. — СПб.—Пг. : Изд-во Ф. А. Брокгауз и И. А. Ефрон, 1911—1916. — Т. 16. — С. 593. (рос.)

- Украина. Евреи Украины в годы Второй мировой войны (1939–45) // Электронная еврейская энциклопедия. (рос.)
- П. П. фон-Винклер[ru]. Гербы городов, губерний, областей и посадов Российской Империи, внесенные в Полное Собрание законов с 1649 по 1900 год / Дозволено цензурою. — СПб : Издание книгопродавца Ив. Ив. Иванова, 1899. — 312 с. (рос.)

- Населённые места Российской империи в 500 и более жителей : с указанием всего наличного в них населения и числа жителей преобладающих вероисповеданий по данным первой всеобщей переписи населения 1897 г / Тройницкий Н. А.[ru]. — СПб, 1905. — 389 с. (рос.)

#### Наукові статті
- Алексієвець Л. Дубровиця крізь віки: основні віхи історичного розвитку / Л. Алексієвець, М. Алексієвець // Україна-Європа-Світ. Міжнародний збірник наукових праць. — 2015. — № 16(2). — С. 20-35. — (Серія: Історія, міжнародні відносини). Процитовано 11 вересня 2019.
- Жеребцова Л. Напад на господарського митника Великого Князівства Литовського Івана Яцковича Борзобагатого (на основі матеріалів Луцької ґродської книги за 1561 р.). — 2013. — С. 394-412. — ISSN 2307-5848. Процитовано 11 вересня 2019.
- Заяць А. Є. Волинські міста XVI – першої половини XVII ст.: митна політика та організаційні засади торгівлі // Історія торгівлі, податків та мита. — 2015. — № 1(11). — С. 76–85. — ISSN 2309-7205. Процитовано 11 вересня 2019.
- Мельник В. І. Колекція тропічних та субтропічних рослин Дубровицького монастиря піарів XIX ст. / Буюн Л. І. // Інтродукція рослин. — 2013. — Вип. № 3. — С. 85-103.
- Потапчук І. В. Вплив природно-ландшафтних чинників на формування території історичних міст Волині // Містобудування та територіальне планування. — 2006. — С. 159. Процитовано 11 вересня 2019.
- Потапчук І. В. Формування території та еволюція архітектурно-просторової структури Дубровиці під дією природно-ландшафтних факторів // Містобудування та територіальне планування. — 2011. — № 40(2). — С. 197-206. Процитовано 11 вересня 2019.
- Прищепа Б. А. Ранні етапи становлення середньовічних міст у поліських районах Погориння // Археологія і давня історія України. — 2013. — № 11. — С. 139-151. — ISSN 2227-4952. Архівовано з джерела 27 жовтня 2019. Процитовано 27 жовтня 2019.
- Себта Т. Фонди магнатських архівів та судово-адміністративних установ КЦАДА у контексті взаємних претензій Рейхскомісаріату України та Генерал-губернаторства Польщі / Тетяна Себта, Наталія Черкаська // Архіви України. — 2003. — № 4-6(252). — С. 184-312. Процитовано 9 листопада 2019.

#### Офіційні дані та нормативно-правові акти
- Паспорт Дубровицького району (станом на 1 січня 2011 року) (doc). Дубровицька районна рада. Архів оригіналу за 10 лютого 2015. Процитовано 10 лютого 2015.